# Puma americká
Puma americká (Puma concolor) je druhá největší kočkovitá šelma Ameriky (po jaguárovi) a největší zástupce malých koček. Obvykle váží 21 až 80 kg, ale velmi statní jedinci i více než 100 kg. Na délku typicky měří 150 až 250 cm, výjimečně až 290 cm. Vyznačuje se šedou, béžovou, hnědou až červenou barvou srsti, mohutnými končetinami a relativně malou hlavou. Tato vysoce přizpůsobivá šelma žije na rozsáhlém území Ameriky, od kanadského Yukonu po nejjižnější část And v Jižní Americe. Upřednostňuje hustě zarostlé biotopy, ale poradit si dokáže i v otevřené a suché krajině. Pohybovat se může v nadmořské výšce až 5 800 m.
Před příchodem bílých osadníků žila ve značné části Severní Ameriky, ale vlivem člověka, který ji začal lovit a zabírat nebo ničit její území, na řadě původních míst vyhynula. V Kanadě ji lze spatřit zejména v Albertě nebo Britské Kolumbii, ale menší populace žije též v Yukonu, Saskatchewanu a patrně i v Manitobě. Ve Spojených státech amerických (USA) se vyskytuje hlavně v západních státech, protože z východního pobřeží prakticky zcela vymizela, a na Floridě, v Arkansasu nebo Nebrasce je kriticky ohrožená. Ve Střední a zejména Jižní Americe žije na většině původních míst, přesto je v některých oblastech velmi vzácná nebo dokonce vyhubená, jako např. v Salvadoru, některých částech Nikaragui či Hondurasu a v několika regionech Venezuely, Peru, Argentiny, Uruguaye i Brazílie.
Puma je teritoriální kočka a své území si značkuje (třením, močí, trusem či škrábanci). Velikost teritorií klesá nebo roste podle toho, v jakém prostředí se pumy pohybují a s jakou koncentrací kořisti se potýkají. Jako schopný lovec a predátor si dokáže obstarat jakoukoli dostupnou potravu. Živí se především kopytníky, zvláště různými druhy jelenovitých nebo velbloudovitých. Napadá ale i menší zvířata jako hlodavce, zajícovce, ptáky nebo ryby, a také dobytek. Ke kořisti se snaží přiblížit na co nejkratší vzdálenost, poté ji dostihne krátkým prudkým sprintem, skočí na ní a kousnutím do krku ji usmrtí. O potravu musí často soupeřit s většími šelmami, jako jsou medvěd grizzly, medvěd baribal a jaguár. Vypořádat se občas musí i se smečkami vlků nebo kojotů. Lidem se obvykle vyhýbá a k útokům na člověka dochází jen velmi vzácně.
Pumy nemají určité období rozmnožování, různí se napříč Severní a Jižní Amerikou. Samice je říjná 8–9 dní. Do říje přichází v různou dobu a může se tak pářit s vícero samci. K pohlavnímu aktu dochází po dobu několika dní a až 70krát denně. Březost samice trvá 82–96 dní. Počet mláďat v jednom vrhu kolísá od jednoho až po šest (obvykle má samice 2–4 koťata). S matkou zůstávají až dva roky (v průměru 15 měsíců). Rozmnožovat se pumy začínají ve dvou až čtyřech letech. Ve volné přírodě se dožívají většinou 8–12 let, v zajetí až 30 let.
Mezinárodní svaz ochrany přírody považuje druh za málo dotčený, ale v důsledku rostoucí lidské populace a vlivem urbanizace či zemědělství se dostává čím dál více do konfliktu s člověkem. Přichází o své přirozené prostředí a kvůli predaci domácích zvířat je na některých místech stále legálně i ilegálně loven. Z těchto důvodů jsou i dnes některé jeho populace ohrožené nebo na pokraji vyhynutí.

## Etymologie
Puma je běžný název používaný v Latinské Americe a téměř v celé Evropě. Termín se někdy používá i ve Spojených státech. Název je odvozen z kečuánštiny, inckého jazyka, v němž znamená „mocný“ či „silný“. V češtině se lze ještě setkat s alternativními názvy kaguár či kuguár, lev horský (či horský lev), lev stříbrný (či stříbrný lev) nebo lev americký (či americký lev).

Vědecké označení druhu zní Puma concolor, přičemž druhové jméno concolor odkazuje na jednoduchou barvu srsti a v překladu znamená „stejnobarevný“. Původně, do roku 1834, byl řazen do rodu Felis a nesl vědecké jméno Felis concolor.

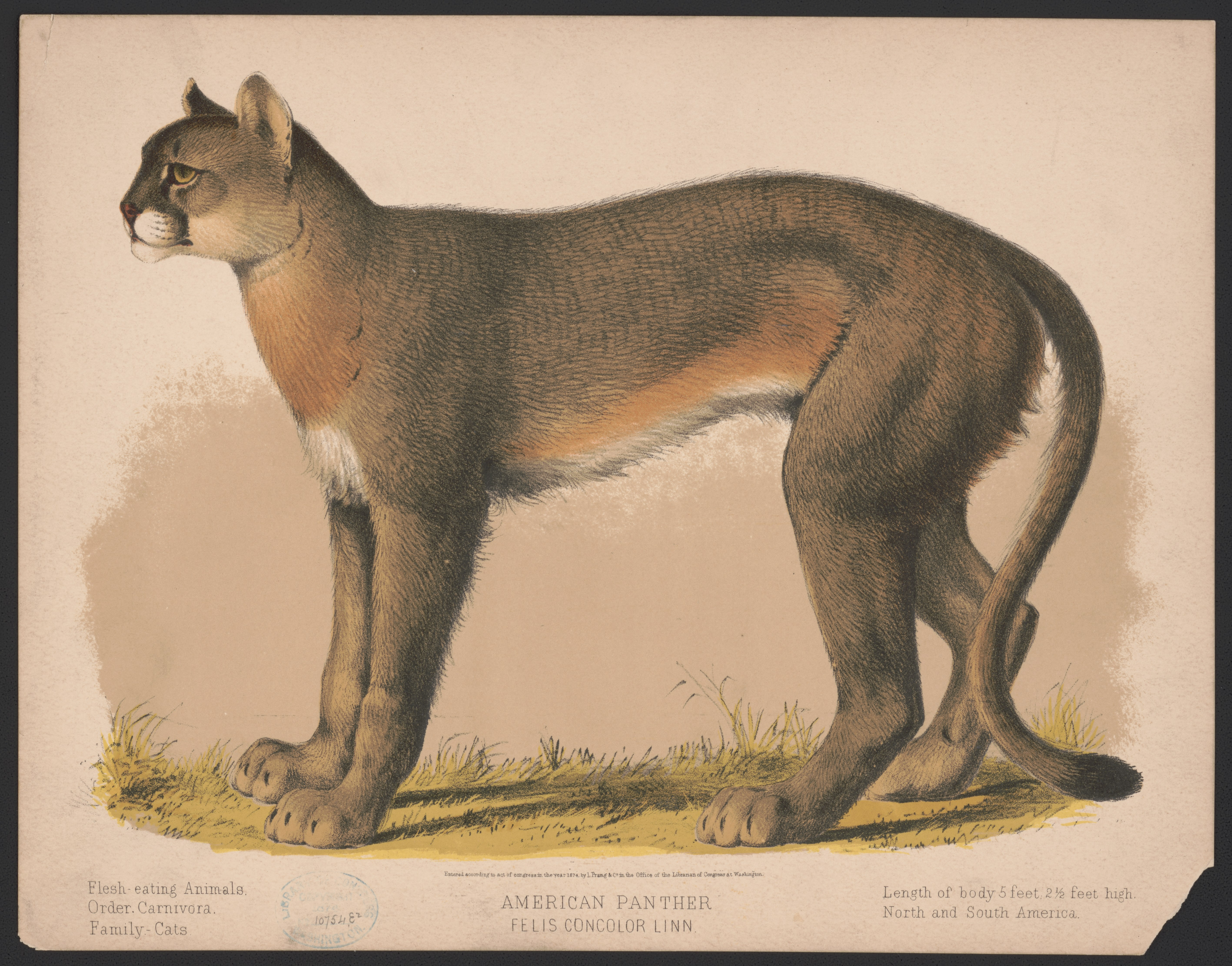
Puma americká na barevné litografii z roku 1874

Slovo cougar (dnes hojně používaný název zejména ve Spojených státech amerických, ale oblíbený už i v Kanadě) pochází z portugalského çuçuarana a do dalších jazyků se dostalo přes francouzštinu. Slovo bylo původně odvozeno z některého z brazilských jazyků ze skupiny tupí-guaraní; pravděpodobně ze slov susuarana (suasu – „jelen“, rana – „falešný“ = „falešný jelen“) nebo si̵wasuarána (si̵wásu – „jelen“, ran – „podobající se“ = „podobný jelenovi“) – nejspíš narážka na to, že je puma podobně zbarvená jako jelen a může tím člověka zmást. V 17. století německý přírodovědec a astronom Georg Marcgrave šelmu pojmenoval cuguacu ara. Jeho ztvárnění bylo reprodukováno v roce 1648 nizozemským lékařem a botanikem Willemem Piso. Verzi cuguacu ara použil i anglický přírodovědec John Ray v roce 1693. V roce 1774 francouzský přírodovědec Georges Louis Leclerc de Buffon, ovlivněný jaguárem, převedl název cuguacu ara na cuguar, který byl později upraven na cougar.
V západních Spojených státech amerických ji zdejší obyvatelé znají spíše pod názvem „horský lev“ (angl. mountain lion), který byl poprvé použit v roce 1858 (písemně). Mezi další názvy patří panter, painter (hovorový termín pro pantera) či catamount („kočka z hor“). V Mexiku je známa jako leopardo. Pro indiánský kmen Čerokí byla klandagi („pán lesa“), Čikasawové ji nazývali koe-Ishto nebo ko-Icto („kočka boží“). Raní španělští průzkumníci Ameriky ji zase nazývali gato montés („kočka hor“) nebo el león („lev“). První běloši, včetně italského cestovatele Ameriga Vespucciho, šelmu považovali za lva. V 15. až 16. století byla v Karolíně, Georgii a na Floridě známá dokonce pod názvem tyger.
V Jižní Americe je známá jako onça-parda (s odkazem na barvu její srsti) nebo suçuarana (viz druhý odstavec výše). Názvy onça-parda a suçuarana jsou rozšířené zejména v jihovýchodních, jižních a středozápadních státech Brazílie. V severovýchodní brazilské oblasti se nejčastěji vyskytují názvy onça-bodeira nebo mossoroca. Ve státech Rio Grande do Sul, Paraná a Santa Catarina ji místní znají pod jménem leão-baio (opět odkaz na barvu její srsti, v překladu „hnědák“). V Mato Grosso do Sul ji přezdívají onça-vermelha („červený jaguár“), nebo jaguaruna, což je termín odvozený z jazyka tupí a znamená „tmavý/temný jaguár“ (možno též onça escura). V portugalsky mluvících zemích je známější jako puma, což je termín odvozený z kečuánštiny (viz první odstavec výše).
Puma drží Guinnessův rekord jako zvíře s nejvyšším počtem jmen, s více než 40 v angličtině a celkem asi 43 domorodými jmény napříč Severní a Jižní Amerikou (25 původních severoamerických, 18 původních jihoamerických).

### Indiánské názvy (výběr)

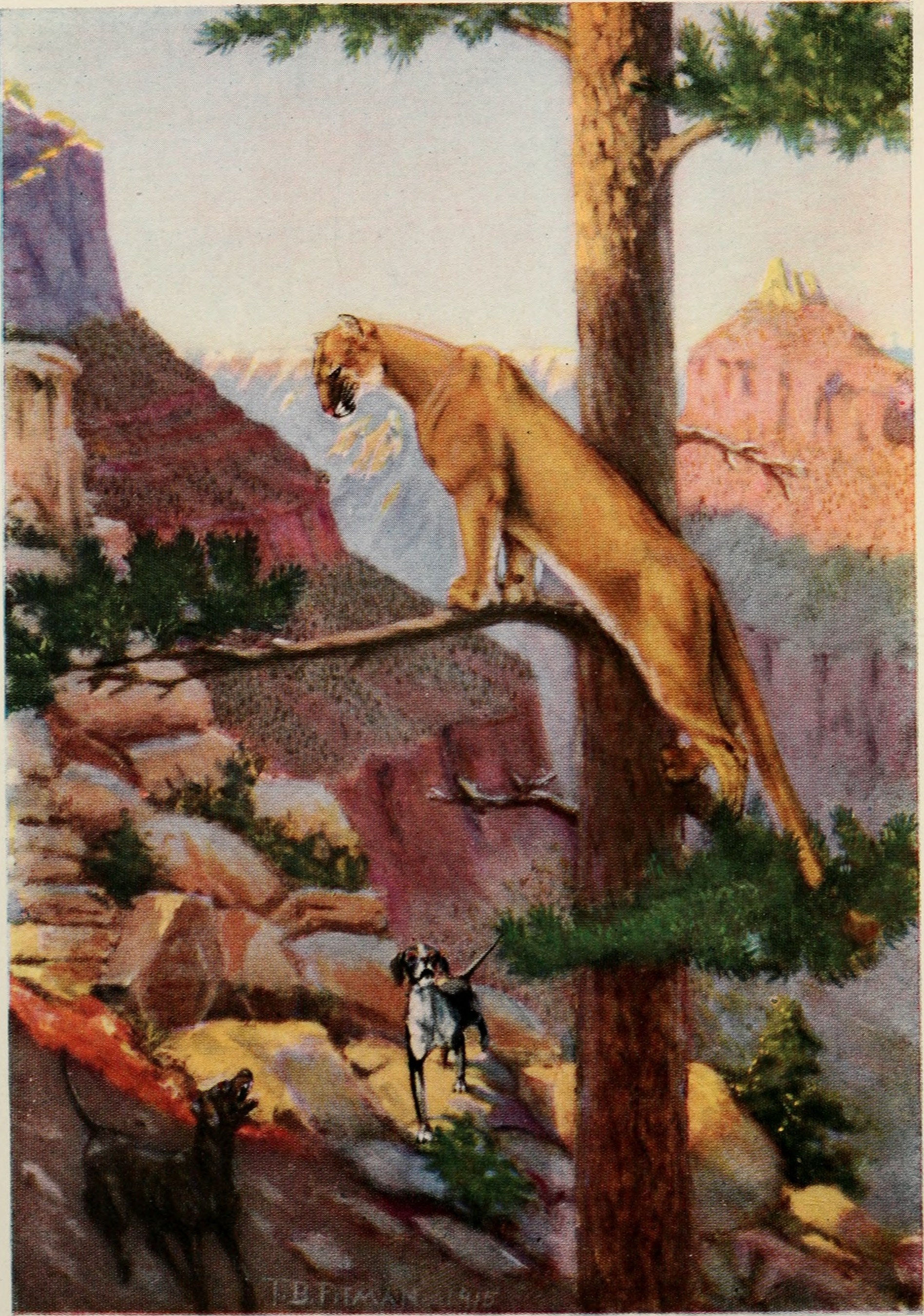
Kresba z knihy Theodora Roosevelta A book-lover's holidays in the open vydané roku 1916

ajmarsky: titi, apačsky: ndolkah, arapažsky: thiokútó, assiniboinsky: inkmutanga, čerokézsky: tludatsi, čoktavsky: koi, čumašsky: tuk'e'm, guaraníjsky: jaguapytã, hopijsky: toho, irokézsky: háes nebo dagosgónah, jakijsky: ouzel, kečuánsky: puma, komančsky: pia wa'ó, lakotsky: igmuwatogla, mapučsky: pangi nebo trapial, maysky: koj, mohavsky: númet, v nahuatlu: miztli, navazsky: nášdóícoh, nez percésky: k'oy'am'á, seminolsky: kówí, šajensky: nanóse'hame, šavansky: mišipeši, šošonsky: doyadukubichi

## Taxonomie a evoluce
Puma je umístěna v podčeledi Felinae, malých kočkovitých šelem, zatímco velké kočky jsou umístěny v podčeledi Pantherinae. Předci čeledi Felidae (kočkovití) žili v Asii přibližně před 11 miliony lety. Evoluční historie je založena na analýze mtDNA (mitochondriální DNA). Nejbližším žijícím příbuzným pumy je jaguarundi a také gepard (ve srovnání s jinými kočkami má puma a gepard dlouhou a flexibilní páteř), nicméně otázka vztahu pumy a geparda není spolehlivě vysvětlena.
Původně byla puma řazena do rodu Felis (kočka), kam se řadí i kočka domácí. Nesla binomické jméno Felis concolor, které ji přiřadil švédský přírodovědec Carl Linné v roce 1771, ale roku 1834 ji skotský přírodovědec Sir William Jardine umístil jako poměrně odlišný druh do samostatného rodu Puma, kde se do roku 2017 nacházela společně s jaguarundim, mnohem menší americkou kočkovitou šelmou, ale po taxonomické revizi kočkovitých (IUCN/SSC Cat Specialist Group, 2017) spadá jaguarundi do monotypického rodu Herpailurus, tudíž rod Puma zahrnuje jediný žijící druh – pumu americkou.

### Evoluce
Podle molekulárně-fylogenetické studie z roku 2006 společný předek současných rodů Leopardus (ocelot, margay aj.), Lynx (rysové), Puma, Prionailurus (asijské malé kočky) a dalších malých koček migroval přes pevninský most na území dnešní Beringovy úžiny do Ameriky přibližně před 8,5–8 miliony lety. Do Jižní Ameriky se severoamerické kočkovité šelmy dostaly poté, co oba kontinenty a část Střední Ameriky propojila Panamská šíje asi před 4–3 miliony lety a proběhla známá „výměna druhů“. Vývojová linie gepardů podle některých studií divergovala od linie pum a migrovala z Ameriky zpět do Asie a Afriky, zatímco jiné studie naznačují, že se gepardi vydělili přímo ve Starém světě. Puma je nejspíš blízce příbuzná vyhynulým „americkým gepardům“ rodu Miracinonyx.
Studie poukázaly na vysokou genetickou podobnost mezi populacemi pum ze Severní Ameriky, což naznačuje, že jsou to nedávní potomci malé skupiny předků. Odborníci předpokládají, že původní populace severoamerických pum vyhynula během pleistocénu asi před 10 tisíci lety, společně s dalšími velkými savci, jako byli smilodoni. Dnešní severoamerickou populaci pum považuje za potomky jihoamerických zvířat, která přibližně ve stejné době začala migrovat na sever.
V argentinské provincii Catamarca byl nalezen koprolit pravděpodobně patřící pumě, jehož stáří bylo po podrobné analýze odhadnuto na 16 600–17 000 let. V koprolitu byly nalezeny stopy po škrkavce šelmí, což je hlístice parazitující v tenkém střevě hostitele. Tato zjištění naznačují, že pumy i jejich parazité existovali v Jižní Americe přinejmenším od pozdního pleistocénu.

### Poddruhy
V minulosti (do roku 2000) bylo popsáno až 32 poddruhů pumy americké, rozlišených podle barvy, místa výskytu a preferovaného stanoviště.
Genetické studie mtDNA však ukázaly, že si je mnoho popsaných poddruhů velmi podobných. Proto došlo k redukci na šest poddruhů:
- P. c. puma; jižní část Jižní Ameriky
- P. c. anthonyi / P. c. capricornensis; východní oblasti Jižní Ameriky
- P. c. cabreae; centrální oblasti Jižní Ameriky
- P. c. concolor; severní část Jižní Ameriky
- P. c. costaricensis; Střední Amerika
- P. c. couguar; Severní Amerika

Po taxonomické revizi kočkovitých (IUCN/SSC Cat Specialist Group, 2017) rozlišují odborníci už pouze dva poddruhy:
- P. c. concolor; Jižní Amerika
- P. c. couguar; Střední a Severní Amerika

### Hybridi

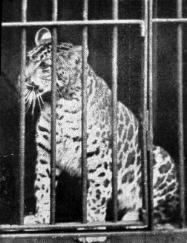
Hybrid pumapard v zoologické zahradě v Hamburku v roce 1904

Na Floridě vznikají hybridi poté, co se řídká populace floridských panterů kříží s jinou subpopulací pumy z Texasu, která sem byla člověkem záměrně vypuštěna. Toto kontroverzní opatření mělo za cíl zachránit lovem zdecimovanou floridskou populaci, ale ředí genetickou čistotu ohrožené východní formy. Zoologové vycházeli z toho, že zástupci obou subpopulací kdysi žili v těsném sousedství a vzájemně se stýkali. Vznikla tak nová generace hybridních pum, které jsou oproti čistokrevným floridským energičtější, mohutnější a rychleji se rozmnožují.
V zajetí záměrně docházelo ke křížení pumy s levhartem, jejichž hybrid byl nazván pumapard. Bez ohledu na to, jestli se narodí samici pumy nebo samici leoparda, je ve výsledku pumapard o polovinu menší kočka, která trpí poruchou růstu (tzv. nanismem). Má dlouhé tělo podobné pumě (úměrné končetinám, ale přesto kratší než oba rodiče), ale krátké nohy. Srst je různě popsána jako písčitá nebo šedavá s hnědými, kaštanovými či světlými rozetami.
Známi jsou i hybridi mezi pumami a oceloty. V zajetí v letech 1990–1992 se samci ocelota velkého a samici pumy narodila čtyři mláďata. Co se velikost těla nebo skvrnitosti týče, potomci vykazovali vlastnosti obou rodičů, ale fenotypová podobnost byla větší s otcem (ocelotem).

## Rozšíření a početnost

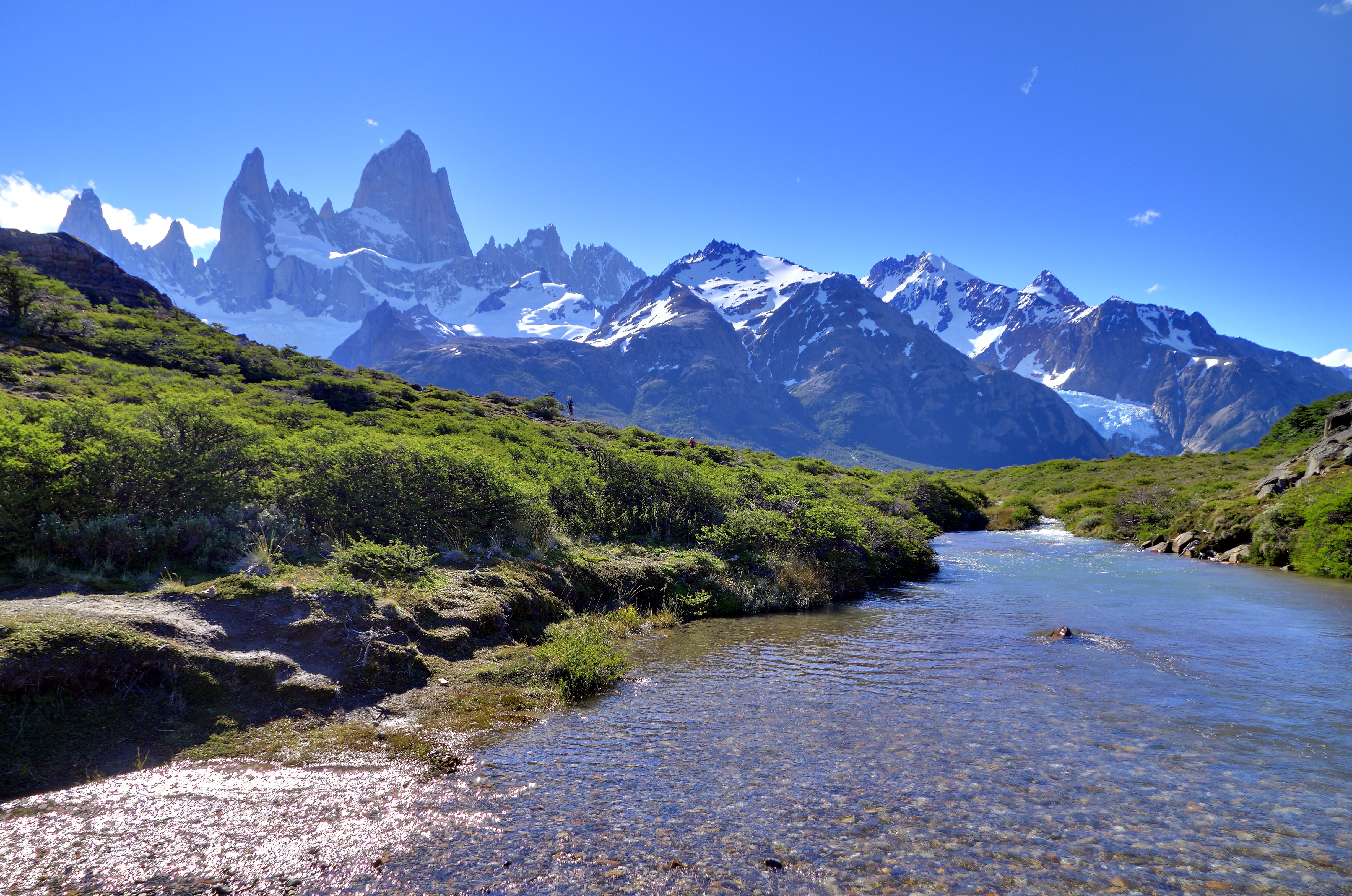
Jeden z mnoha typických biotopů pumy v Jižní Americe (Andy; Cerro Chaltén)

Puma je společně s kočkou divokou, rysem ostrovidem a levhartem skvrnitým divoká kočkovitá šelma s největším areálem rozšíření. Obývá obě Ameriky, od kanadského Yukonu přes Andy až k jižnímu cípu Jižní Ameriky, a obzvláště na druhém jmenovaném světadílu je i dnes široce rozšířena. Neobývá snad jen nejsevernější oblasti Kanady (ačkoli existují zprávy o zahlédnutých pumách až na Aljašce) a pravděpodobně též Ohňovou zemi u jižního pobřeží Jižní Ameriky.
V Kanadě ji lze spatřit zejména v Albertě nebo Britské Kolumbii, ale menší populace pum žije též v Yukonu, Saskatchewanu a patrně i v Manitobě. Předpokládá se, že postupný návrat pum částečně souvisí s návratem hojné kořisti, zejména jelenců běloocasých. V době, kdy počty šelem na počátku 20. století klesaly a ochranářská legislativa ukončila nadměrný lov vysoké zvěře, začaly populace jelenů běloocasých vzkvétat. Díky sníženému loveckému tlaku lidí a šelem se tento vysoce přizpůsobivý druh rozšířil prakticky po celé zemi. Rovněž současná změna klimatu pomáhá jelencům běloocasým proniknout do severních oblastí většiny provincií a pumy je následují; objevují se v historicky nových oblastech, ale vracejí se i do původních lokalit, kde nebyly spatřeny téměř sto let (k roku 2021).
Před příchodem evropských osadníků žila na celém území dnešních Spojených států amerických, z východního pobřeží ale vlivem člověka vymizela, načež na Floridě, v Arkansasu nebo Nebrasce je kriticky ohrožená (přežívá zde zřejmě jen několik desítek exemplářů). Zpočátku v ní lidé spatřovali hrozbu a považovali za nutné ji střílet. V USA tak přežívala výhradně v horských oblastech. Lov byl v této zemi důsledněji omezován od roku 1960 a její počty začaly opět růst. K návratu napomohla také rostoucí populace jiné divoké zvěře, která jí slouží za potravu.
Ve Střední a Jižní Americe žije puma na většině původních míst. U tamních kultur předkolumbovského období byla uctívaným posvátným zvířetem. Přesto však byla vyhubena kupříkladu v Salvadoru a některých oblastech Nikaragui či Hondurasu (Střední Amerika), a v několika regionech Venezuely, Peru, Argentiny, Uruguaye i Brazílie (Jižní Amerika). Nicméně v některých zemích, například v Salvadoru, probíhá snaha o reintrodukci pum.
Z globálního hlediska zmizela z celkem 27 % oblastí (k roku 2016), které původně před kolonizací obývala (viz kolonizace Severní a Jižní Ameriky). Historický areál v Kanadě a ve Spojených státech byl odhadnut na 8 900 000 km². K roku 1983 se však pumy pohybovaly na území o rozloze 3 983 000 km², což značí více než 50% pokles. V rámci Latinské Ameriky došlo k výraznému úbytku na nejméně 40 % území.

### Puma mimo Ameriku?
V médiích se občas objevují zprávy o pohybu či výskytu pumy mimo Ameriku, např. v Evropě nebo v Austrálii, ale bez jasných, hmatatelných důkazů. Navzdory této skutečnosti jsou někteří experti přesvědčeni o tom, že některá tvrzení jsou příliš důvěryhodná na to, aby mohla být zcela ignorována. Pravděpodobně půjde jen o uprchlé jedince ze zajetí, ale některé zdroje tvrdí, že mohlo (někdy v historii) dojít též k introdukci pum. Dochází očividně ke spoustu hlášení od lidí, kteří údajně spatřili pumu, ale řada z nich unáhleně či v panice posílá úřadům fotografické snímky velkých domácích koček nebo dokonce zlatých retrívrů, tj. psů. I z tohoto důvodu je většina odborníků velmi skeptických a uznají jen kvalitní fotografické důkazy (např. snímek mrtvé pumy), nebo nalezne-li se alespoň trus pumy, tudíž důkazy na bázi DNA.
Na jihu Francie byl učiněn průzkum možného výskytu pumy, ale rovněž bez úspěchu. O tomto počinu byl v roce 2019 natočen dokumentární film Puma: Honba za přízrakem (v originále Puma, le fantôme du Gévaudan). Autor dokumentu se navíc snaží spojit výskyt pumy a řádění tzv. gévaudanské bestie. Záhadná šelma v 60. letech 18. století terorizovala provincii Gévaudan (dnes Lozère a část Haute-Loire) v Okcitánii a měla na svědomí několik lidských životů. Identita zvířete je dodnes předmětem sporů.

### Populace
Přestože se jedná o nejrozšířenější velkou šelmu v Americe, o stavu populace pumy v celém jejím areálu je známo jen velmi málo. Pumy je celkem obtížně sledovat a studovat vzhledem k jejich skrytému způsobu života – podle jedné studie z Oregonu až 93 % hlášených pozorování o údajném pohybu šelmy se nepodaří potvrdit. V rozlehlých oblastech jsou tak statistiky počtu pum v divoké přírodě založeny převážně na hrubých odhadech. Mezinárodní svaz ochrany přírody (IUCN) v roce 2002 počítal s méně než 50 000 jedinci a v roce 2008, stejně jako v posledním aktualizovaném vydání z roku 2015, se už k celkové populaci přesněji nevyjadřuje.
Z globálního hlediska není puma považována za ohroženou, ačkoli její stavy spíše klesají. Zdá se však, že severoamerická populace mírně roste a odborníci jsou zde tedy, navzdory trvajícím hrozbám (viz kapitola Ohrožení), optimističtější. Co se týče celosvětové populace, tak ta bude patrně mnohem početnější, než se dlouho nebo spíše velmi nepřesně předpokládalo (viz níže).

#### Populace v Latinské Americe
Populace pum ve Střední a obzvláště Jižní Americe byla vždy považována za poměrně početnou. Na rozdíl od Severní Ameriky se zde vyskytuje na většině původních míst, ale přesnější čísla nejsou dlouhodobě k dispozici. Kupříkladu v Brazílii by mohlo žít hrubým odhadem 35 000 až 328 000 pum, nicméně v rámci tzv. efektivní velikosti čítá zdejší populace necelých asi jen 4 000 šelem a předpokládá se, že za tři generace (21 let) může dojít k poklesu o více než 10 %. Není ani zřejmé, jestli mezi jednotlivými subpopulacemi probíhá genový tok. Odhady populace v jednotlivých brazilských biomech vypadají následovně: v Amazonii se vyskytuje největší efektivní populace čítající méně než 10 000 zvířat; v Cerrado je efektivní populace menší než 2 500 zvířat; v biomu Caatinga podobně jako v předchozím případě menší než 2 500 pum; v Pantanalu jde o méně než 1 000 jedinců; v Atlantickém lese také méně než 1 000 kusů.

#### Populace v Severní Americe
Na počátku 90. let žilo v Kanadě asi 3 500–5 000 jedinců a v USA přibližně 10 000 těchto šelem. Později, na základě dalších studií, odborníci usuzovali, že jen ve Spojených státech amerických se vyskytuje asi 20 000–30 000 kusů. Blessley a Mangelsen ve své publikaci vydané v roce 2000 uvedli, že ve 12 západních státech USA žije zhruba 10 000–50 000 pum. V Kanadě podle nejnovějších odhadů z roku 2015 žije 7 000–10 000 pum, nebo na základě odhadu z roku 2021 zhruba 5 500–9 000 pum.
Americká nezisková organizace Humane Society of the United States (HSUS), která se zabývá životními podmínkami zvířat na národní úrovni a staví se proti krutostem s nimi souvisejícími, k roku 2018 přichází s poněkud podrobnějšími čísly, podle nichž jen ve Spojených státech amerických žije okolo 43 000 dospělých jedinců, kteří dohromady zabírají oblast o rozloze 2 534 011 km² (více viz tabulka).
| Stát           | Populace    | Obývaný areál (km²) | Stát | Populace | Obývaný areál (km²) |
| -------------- | ----------- | ------------------- | --- | --- | --- |
| Alabama        | neznámá     |                     | New Hampshire | neznámá | |
| Aljaška        | neznámá*    |                     | New Jersey | neznámá | |
| Arizona        | 2 000–3 000 | 205 149             | Nové Mexiko | 2 500–4 353 | 207 429 |
| Arkansas       | 20–30       |                     | New York | neznámá* | |
| Colorado       | 3 500–4 500 | 171 019             | Ohio | neznámá | |
| Connecticut    | neznámá*    |                     | Oklahoma | neznámá* | |
| Delaware       | neznámá     |                     | Oregon | 5 700–6 600 | 205 998 |
| Florida        | 100–230     | 27 763              | Pensylvánie | neznámá | |
| Georgie        | neznámá     |                     | Rhode Island | neznámá | |
| Havaj          | neznámá     |                     | Severní Karolína | neznámá | |
| Idaho          | 2 000–3 000 | 159 843             | Severní Dakota | 25–80 | 35 907 |
| Illinois       | neznámá*    |                     | Tennessee | neznámá* | |
| Indiana        | neznámá     |                     | Texas | 6 000–6 267 | 368 620 |
| Iowa           | neznámá*    |                     | Utah | 2 500–4 000 | 116 850 |
| Jižní Dakota   | 200–300     | 57 240              | Vermont | neznámá | |
| Jižní Karolína | neznámá     |                     | Virginie | neznámá | |
| Kalifornie     | 4 000–6 000 | 235 121             | Washington | 1 500–2 100 | 112 157 |
| Kansas         | neznámá*    |                     | Wisconsin | neznámá* | |
| Kentucky       | neznámá     |                     | Wyoming | 2 000 | 194 803 |
| Louisiana      | neznámá     |                     | Západní Virginie | neznámá | |
| Maine          | neznámá     |                     | - * = potvrzený výskyt / několik málo jedinců - Celkem: hrubým odhadem okolo 43 000 dospělých jedinců - Areál celkem: cca 2 534 011 km² | - * = potvrzený výskyt / několik málo jedinců - Celkem: hrubým odhadem okolo 43 000 dospělých jedinců - Areál celkem: cca 2 534 011 km² | - * = potvrzený výskyt / několik málo jedinců - Celkem: hrubým odhadem okolo 43 000 dospělých jedinců - Areál celkem: cca 2 534 011 km² |
| Maryland       | neznámá     |                     | - * = potvrzený výskyt / několik málo jedinců - Celkem: hrubým odhadem okolo 43 000 dospělých jedinců - Areál celkem: cca 2 534 011 km² | - * = potvrzený výskyt / několik málo jedinců - Celkem: hrubým odhadem okolo 43 000 dospělých jedinců - Areál celkem: cca 2 534 011 km² | - * = potvrzený výskyt / několik málo jedinců - Celkem: hrubým odhadem okolo 43 000 dospělých jedinců - Areál celkem: cca 2 534 011 km² |
| Massachusetts  | neznámá     |                     | - * = potvrzený výskyt / několik málo jedinců - Celkem: hrubým odhadem okolo 43 000 dospělých jedinců - Areál celkem: cca 2 534 011 km² | - * = potvrzený výskyt / několik málo jedinců - Celkem: hrubým odhadem okolo 43 000 dospělých jedinců - Areál celkem: cca 2 534 011 km² | - * = potvrzený výskyt / několik málo jedinců - Celkem: hrubým odhadem okolo 43 000 dospělých jedinců - Areál celkem: cca 2 534 011 km² |
| Michigan       | neznámá*    |                     | - * = potvrzený výskyt / několik málo jedinců - Celkem: hrubým odhadem okolo 43 000 dospělých jedinců - Areál celkem: cca 2 534 011 km² | - * = potvrzený výskyt / několik málo jedinců - Celkem: hrubým odhadem okolo 43 000 dospělých jedinců - Areál celkem: cca 2 534 011 km² | - * = potvrzený výskyt / několik málo jedinců - Celkem: hrubým odhadem okolo 43 000 dospělých jedinců - Areál celkem: cca 2 534 011 km² |
| Minnesota      | neznámá*    |                     | - * = potvrzený výskyt / několik málo jedinců - Celkem: hrubým odhadem okolo 43 000 dospělých jedinců - Areál celkem: cca 2 534 011 km² | - * = potvrzený výskyt / několik málo jedinců - Celkem: hrubým odhadem okolo 43 000 dospělých jedinců - Areál celkem: cca 2 534 011 km² | - * = potvrzený výskyt / několik málo jedinců - Celkem: hrubým odhadem okolo 43 000 dospělých jedinců - Areál celkem: cca 2 534 011 km² |
| Mississippi    | neznámá     |                     | - * = potvrzený výskyt / několik málo jedinců - Celkem: hrubým odhadem okolo 43 000 dospělých jedinců - Areál celkem: cca 2 534 011 km² | - * = potvrzený výskyt / několik málo jedinců - Celkem: hrubým odhadem okolo 43 000 dospělých jedinců - Areál celkem: cca 2 534 011 km² | - * = potvrzený výskyt / několik málo jedinců - Celkem: hrubým odhadem okolo 43 000 dospělých jedinců - Areál celkem: cca 2 534 011 km² |
| Missouri       | neznámá*    |                     | - * = potvrzený výskyt / několik málo jedinců - Celkem: hrubým odhadem okolo 43 000 dospělých jedinců - Areál celkem: cca 2 534 011 km² | - * = potvrzený výskyt / několik málo jedinců - Celkem: hrubým odhadem okolo 43 000 dospělých jedinců - Areál celkem: cca 2 534 011 km² | - * = potvrzený výskyt / několik málo jedinců - Celkem: hrubým odhadem okolo 43 000 dospělých jedinců - Areál celkem: cca 2 534 011 km² |
| Montana        | 2 112–5 330 | 278 902             | - * = potvrzený výskyt / několik málo jedinců - Celkem: hrubým odhadem okolo 43 000 dospělých jedinců - Areál celkem: cca 2 534 011 km² | - * = potvrzený výskyt / několik málo jedinců - Celkem: hrubým odhadem okolo 43 000 dospělých jedinců - Areál celkem: cca 2 534 011 km² | - * = potvrzený výskyt / několik málo jedinců - Celkem: hrubým odhadem okolo 43 000 dospělých jedinců - Areál celkem: cca 2 534 011 km² |
| Nebraska       | 30–40       | 44 574              | - * = potvrzený výskyt / několik málo jedinců - Celkem: hrubým odhadem okolo 43 000 dospělých jedinců - Areál celkem: cca 2 534 011 km² | - * = potvrzený výskyt / několik málo jedinců - Celkem: hrubým odhadem okolo 43 000 dospělých jedinců - Areál celkem: cca 2 534 011 km² | - * = potvrzený výskyt / několik málo jedinců - Celkem: hrubým odhadem okolo 43 000 dospělých jedinců - Areál celkem: cca 2 534 011 km² |
| Nevada         | 1 100–2 000 | 140 399             | - * = potvrzený výskyt / několik málo jedinců - Celkem: hrubým odhadem okolo 43 000 dospělých jedinců - Areál celkem: cca 2 534 011 km² | - * = potvrzený výskyt / několik málo jedinců - Celkem: hrubým odhadem okolo 43 000 dospělých jedinců - Areál celkem: cca 2 534 011 km² | - * = potvrzený výskyt / několik málo jedinců - Celkem: hrubým odhadem okolo 43 000 dospělých jedinců - Areál celkem: cca 2 534 011 km² |

## Tělesné vlastnosti

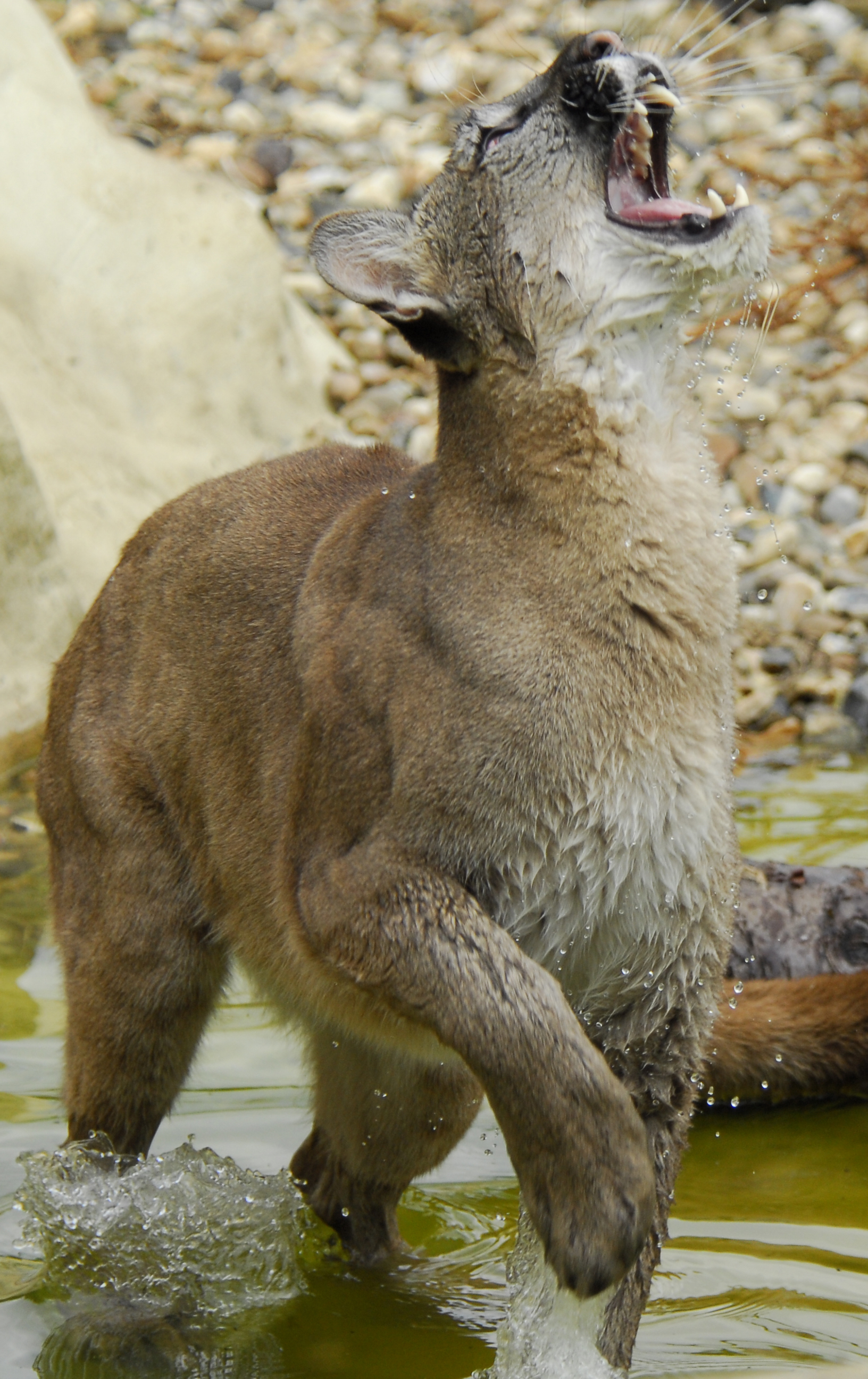
Puma s otevřenou tlamou a viditelnými špičáky

Puma je velikostí srovnatelná s levhartem (v průměru je mírně větší), i když velikost se liší podle zeměpisné šířky a také podle případného sympatrického (překrývajícího se) výskytu s jaguárem: tam, kde se vyskytují společně, mají pumy tendenci dorůstat menších rozměrů. Obecně platí, ale nemusí vždy, Bergmannovo pravidlo: pumy žijící v blíže rovníku jsou menší než ty, které žijí blíže k pólům – důsledek rozdílné dostupnosti potravy a klimatických poměrů. Samci bývají větší než samice.

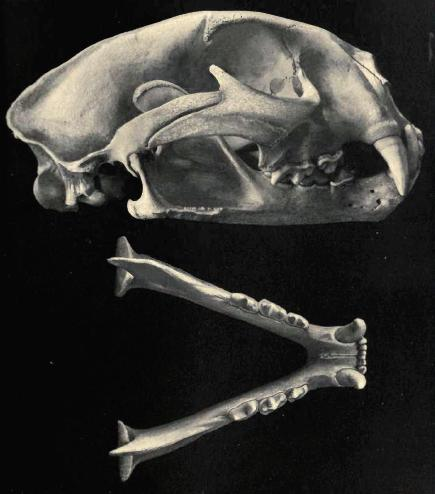
Lebka pumy

Puma americká je štíhlá, svalnatá kočka. Hlava je v poměru k tělu malá a kulatá, obličejová část je krátká. Oblast čela je vysoká a klenutá. Čelist je krátká a podsaditá. Lebka je krátká, široká a zaoblená, přesahuje délku 130 mm, maximálně může měřit až 237 mm. Kondylobazální délka lebky může být 152 mm, zygomatická šířka lebky 125–150 mm, délka dolní čelisti 123–141 mm a interorbitální (mezioční) šířka např. 30,5 mm. Od lebky jaguára, který má konkávní (vydutý směrem dovnitř) tvar nosní kosti, se lebka pumy liší konvexním (vypouklým) tvarem nosní kosti. Růst lebky se zastaví při dovršení 5–6 let v případě samic a ve věku 7–9 let u samců.

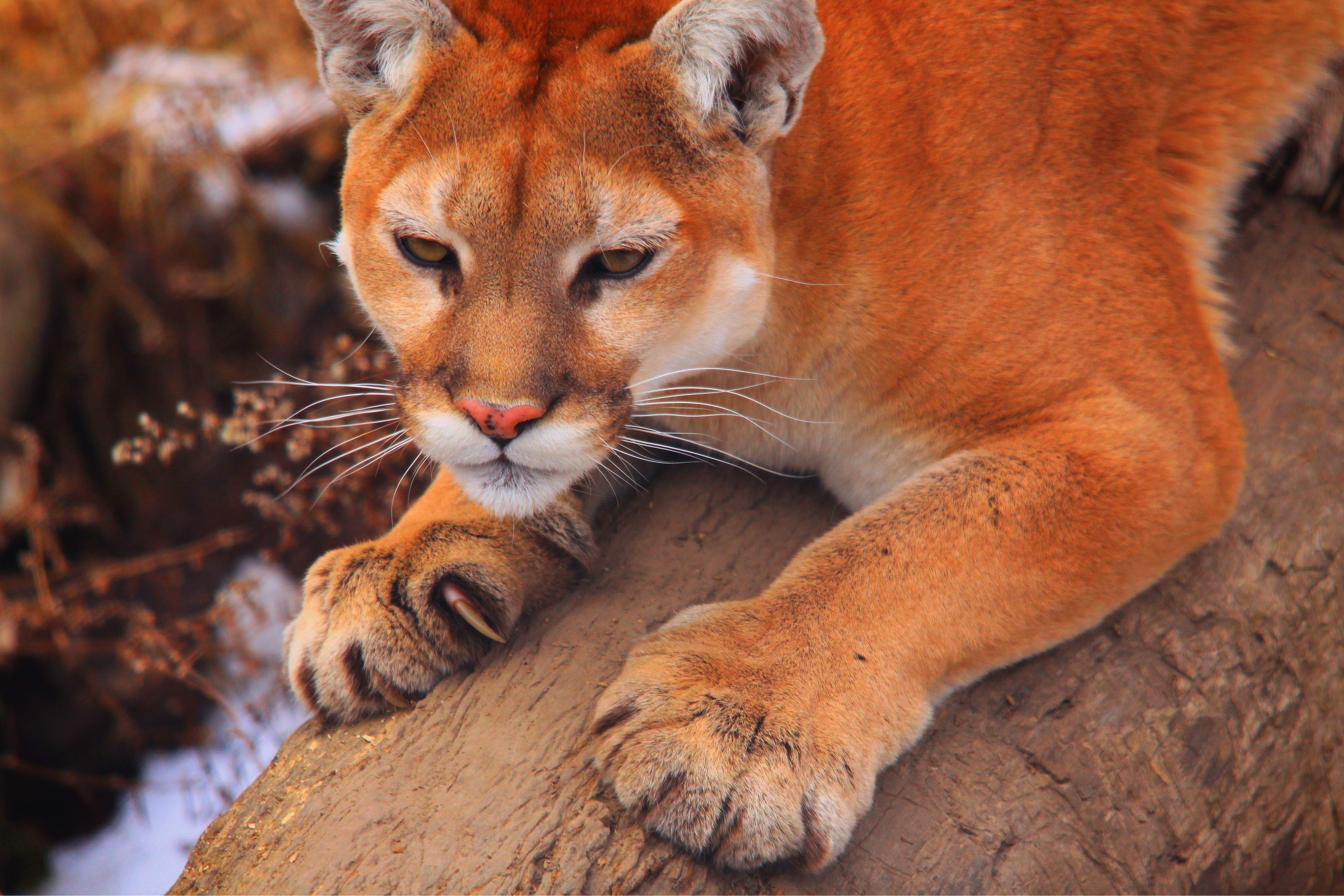
Puma má ostré, zahnuté, zatažitelné drápy s nimiž si pomáhá i při lovu

Objem mozkovny samce činí průměrně 133 cm³, u samic 128 cm³, bez ohledu na to, jak je lebka zvířete dlouhá. Ačkoli hodnoty se zdají být téměř totožné, mozeček a objem mozkového kmene je u samce výrazně větší než u samice. Malý mozek i mozkový kmen navazující na páteřní míchu hraje důležitou roli v případě držení těla a jiných motorických činností. Samci rostou do větších rozměrů, a mají tedy větší a mohutnější postavu, která vyžaduje vyšší stupeň koordinace, a nejspíš právě proto mají tyto části mozku větší.
Zubní vzorec dospělého jedince vypadá následovně: I 3/3, C 1/1, P 3/2, M 1/1 = celkem 30 zubů (16 zubů v horní čelisti, 14 v dolní: jako většina ostatních kočkovitých šelem má v horní čelisti na každé straně 3 řezáky, 1 špičák, 3 třenové zuby a 1 stoličku, v dolní čelisti na každé straně 3 řezáky, 1 špičák, 2 třenové zuby a 1 stoličku). Vyznačuje se masivními, zploštělými a relativně krátkými špičáky, které slouží k uchopení a usmrcení kořisti. Puma má silný skus díky krátkým čelistem a silným spánkovým a žvýkacím svalům. Průměrná síla, kterou vyvine při stisku čelistí je 499,6 N, což je 50,9 kg/cm2 (větší než u levharta obláčkového nebo irbisa). Studie provedená na 28 jedincích uvádí, že má puma průměrnou korunkovou délku špičáku 28,6 mm (srovnatelnou s irbisem, ale kratší než všechny ostatní kočky rodů Panthera i Neofelis), s rozptylem 4,3 mm, tedy maximální délku 33 mm. Větší rostou samcům; např. horní špičáky šestnáctiměsíčního kocoura dosahují délky 28–31 mm, podobně staré kočky 23–25 mm. Výjimečně vybavení jedinci mohou mít špičáky i o něco větší; kupříkladu jeden samec z Arkansasu měl pravý horní špičák dlouhý až 37 mm. Jako všechny druhy koček má i puma třenové zuby s hroty uzpůsobenými k drcení kostí. Trháky má masivní a dlouhé, řezáky malé a rovné. Její chrup roste přibližně do stáří dvou let a tehdy dosáhne své plné velikosti. Špičáky se s postupem věku opotřebovávají a přicházejí o svou původní délku (nejdelší jsou tak zhruba ve dvou letech života).
Uši jsou krátké a kulaté, otáčející se nezávisle na sobě a schopné zachytit sebenepatrnější ruch i frekvence v ultrazvukovém pásmu. Lze předpokládat, že puma slyší v rozsahu od 200 Hz do 100 kHz, podobně jako jiné velké kočky nebo kočky domácí (respektive do 64 kHz, nebo do 85 kHz v případě hluku na úrovni 70 dB). Pro srovnání člověk dokáže vnímat zvuky o frekvenčním rozsahu 20 Hz až 20 kHz.
Má velké, blízko u sebe posazené oči a zrak je jejím nejvyvinutějším smyslem. Díky němu spatří nepatrný pohyb hlodavce skrytého v porostu a dokáže přesně odhadovat vzdálenost. Kočkovití mají nejrozvinutější binokulární vidění ze všech druhů šelem; celkové zorné pole pumy se rozprostírá na 287 stupních, s binokulárním přesahem 130 stupňů. Pumy velmi dobře vidí i za tmy. Mají kulaté zorničky, které se při nižší viditelnosti široce rozšíří a za jasného světla naopak téměř zcela uzavřou, čímž jsou chráněny před ostrým denním sluncem. V noci jsou pak zorničky maximálně rozšířené, aby zachytily co možná nejvíce světla. Na očním pozadí má šelma vrstvu speciálních reflexních buněk zvanou tapetum lucidum, která světlo odráží zpět a tím výrazně zlepšují obraz toho, co zvíře vidí – v noci vidí 6krát lépe než člověk. Tato odrazivá vrstva je zodpovědná za charakteristický lesk oka, který je patrný hlavně v noci, když na pumu posvítíme třeba baterkou. Jakým způsobem a jaké spektrum barev tyto velké šelmy vnímají není známo, ale existují důkazy, že pumy (respektive všechny kočky) rozpoznají barvu pouze relativně blízkých nebo velkých objektů. Po narození jsou oči pumy světle modré, ale od čtyř měsíců se jejich odstín mění a v dospělosti jsou zlatavě hnědé.

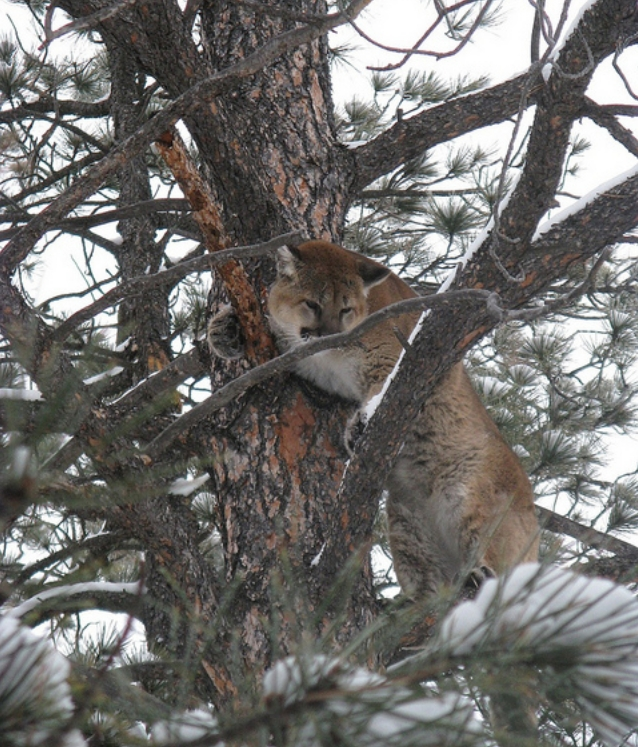
Puma dokáže velmi rychle běhat, ale kvůli malé kapacitě plic nevydrží příliš dlouho, proto tak před nebezpečím raději prchá na strom

Čich slouží především ke komunikaci v rámci sociálních interakcí. Své teritorium si vymezují pachovými značkami, které hrají významnou roli i v období rozmnožování: pumy jimi upozorňují na svou přítomnost a pohlaví a dokáží z nich vycítit, zda je samice v říji. Při lovu puma využije zejména dokonalý zrak a sluch, ale než se za kořistí vypraví, dokáže pomocí čichu zjistit, jestli se v dané oblasti vůbec nějaká pohybuje. Pro srovnání čich psů je mnohem rozvinutější.
Hmatové vousy (tzv. vibrisy) okolo tlamy pumě usnadňují orientaci. V okamžiku, kdy se nachází v bezprostřední blízkosti kořisti, dokáže tak zvíře účinně a rychle zabít – v mžiku „nahmatá“ citlivou oblast a provede vražedný skus. Podobně citlivé má i tlapy, díky nimž i v naprosté tmě určí přesnou polohu hlavy zvířete třeba jen na základě směru růstu chlupů.

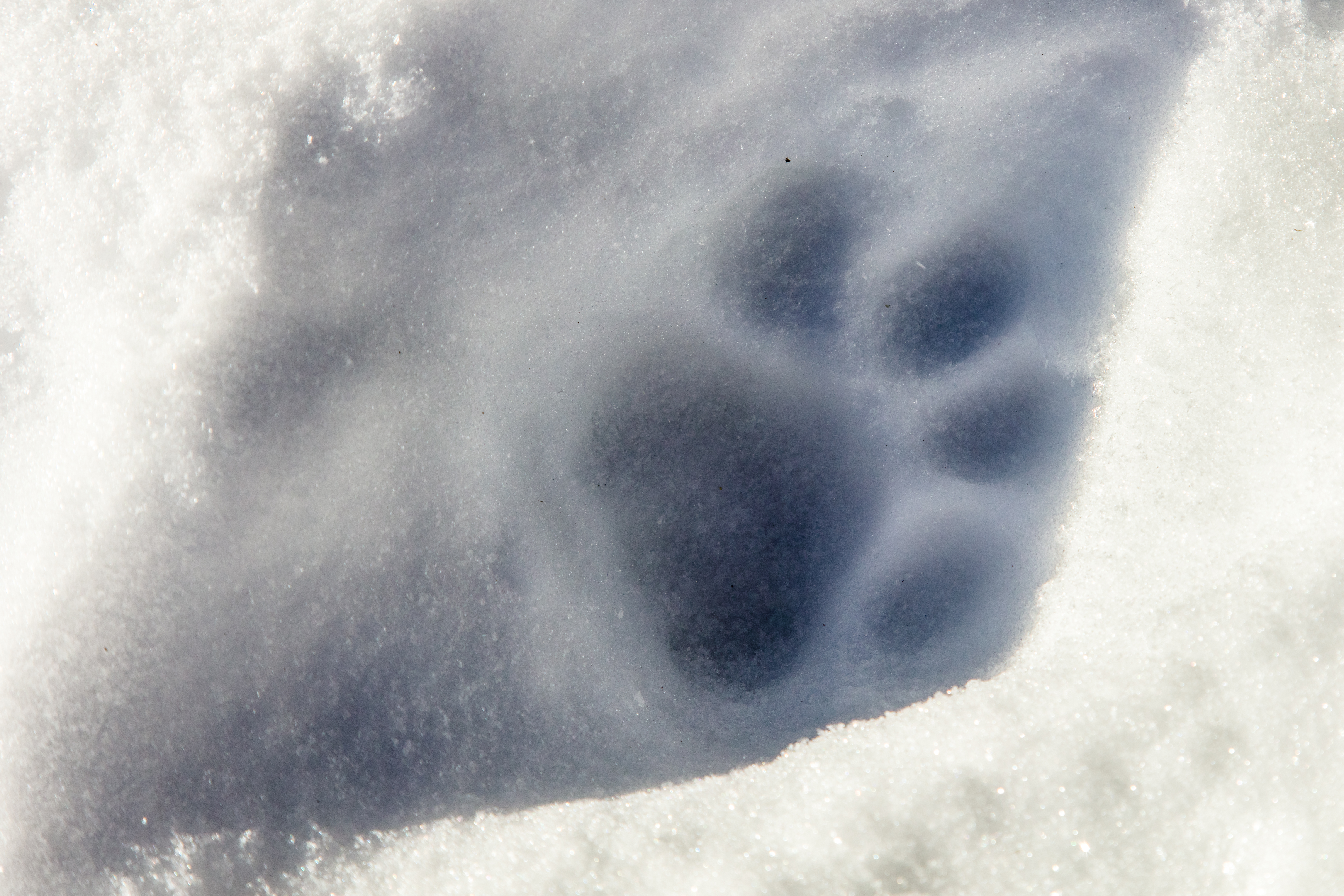
Stopa pumy zanechaná ve sněhu

Puma je velmi silná a mrštná; k tomu jí napomáhají silné končetiny a velmi dlouhý, tlustý ocas. Většinu její tělesné hmotnosti zahrnují svaly a šlachy. Dokáže se bez větších problémů houpat zavěšená na větvi pouze tlapami a unést tak celou svou hmotnost. Zadní končetiny má delší než přední a proporcionálně k tělu nejmohutnější i nejdelší z čeledi kočkovitých, což jí dává sílu k dlouhým skokům – horizontálně zřejmě až 12 metrů do dálky (dle některých pramenů téměř 14 metrů) a až 5,5 metrů do výšky. Těžký, 53–97 cm dlouhý ocas, obvykle držený v pozici položeného písmene „J“, poskytuje pumě dokonalou rovnováhu. Puma je také poměrně rychlý běžec, sprintovat může údajně rychlostí až 72 km/h, případně možná až 80 km/h. Snadno předběhne smečku loveckých psů, ale protože má malou kapacitu plic, brzy se vyčerpá a hledá pak útočiště třeba na stromech. Mohutné svaly na hřbetě a pružná páteř jí také umožňují snadný pohyb po skalách a příkrých stržích. K tomu je navíc obdařena zahnutými, plně zatažitelnými drápy (díky tomu se při běžné chůzi neobrušují) a velkými polštářkovitými předními tlapami – adaptace na svíraní kořisti. I menší puma o hmotnosti 45 kg dokáže skolit losa vážícího 318 kg.
Stopy jsou oválné či kulaté a obvykle bez otisku drápů (při běžné chůzi). Patrné jsou vždy čtyři prsty a patní polštářek ve tvaru písmene „M“. Zadní stopa je užší a oválnější než přední. Pravá přední stopa může měřit na délku 5,6–10,7 cm a na šířku 4,1–10,9 cm, pravá zadní stopa může mít délku 5,1–10,7 cm a šířku 6,3–12,2 cm. V blátě nebo ve sněhu mají stopy rozměr 6,8–10,2 × 7,1–11,4 cm. Délka kroku je u samic obvykle menší než jeden metr, u samců větší než jeden metr, záleží ale na tom, v jakém prostředí, na jakém terénu a jakou rychlostí se pumy pohybují.

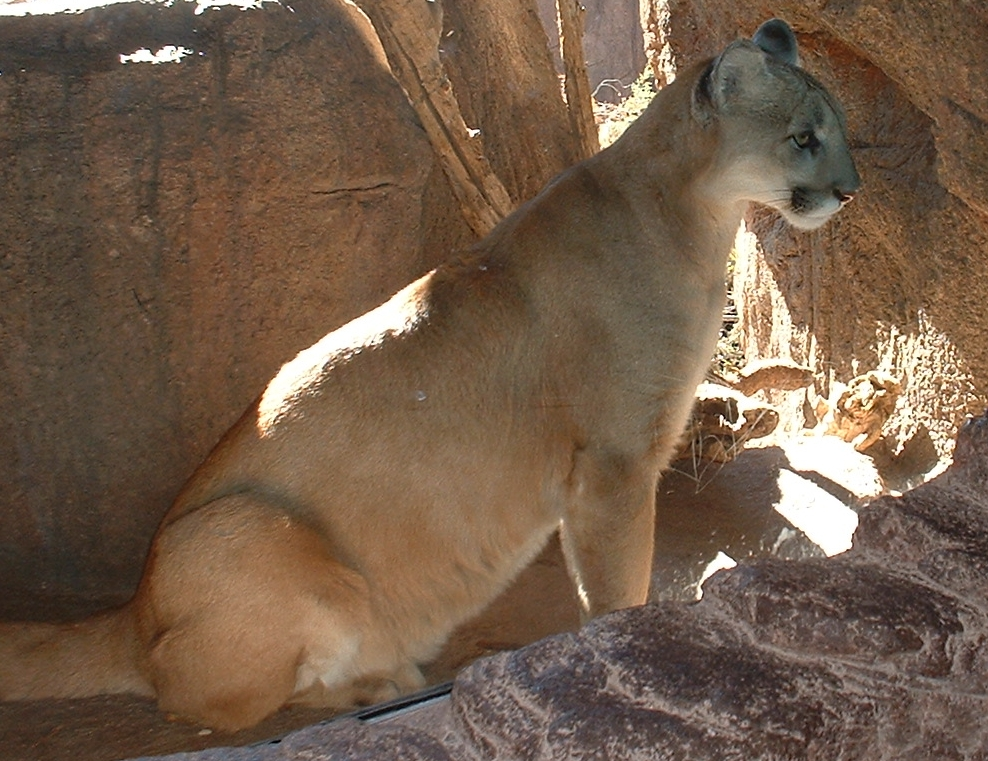
Dospělá puma americká dosahuje stejných i větších rozměrů než levhart, přesto patří mezi malé kočky

Srst je na hřbetě a bocích stejnobarvá, žlutohnědá, červenohnědá, hnědošedá i všechny přechodné odstíny mezi nimi; záleží na tom, v jakém prostředí jedinec žije. Puma z tropických oblastí bývá zbarvena více do červena. Břicho a pysky jsou vždy světlejší až bílé. Na jednom centimetru čtverečním ji roste v průměru 5 700 chlupů. Typickými znaky na těle pumy jsou tmavé skvrny po obou stranách čenichu, na zadní straně uší a někdy i na konci ocasu. Koťata jsou do věku šesti měsíců tmavě skvrnitá; na ocase mají tmavší kroužky. Samice mají celkem osm struků (bradavek), ale zřejmě jen šest z nich produkuje mléko.
Melanická (velmi tmavá až černá) forma pumy, tedy zbarvení, jaké se objevuje u levhartů nebo jaguárů, nebyla zřejmě nikdy řádně zdokumentována. A pokud je nějaká šelma vypozorována či nahlášena úřadům, většinou jde o záměnu s jinými, někdy podobně vypadajícími kočkami, u kterých je černé zbarvení sice vzácné, ale prokázané (rys, jaguarundi). Některé zdroje však upozorňují na neobvykle vysoký počet hlášení, jako např. na konci 20. století v kanadské provincii Nové Skotsko (avšak nepotvrzených), a další, které bez rozpaků tvrdí, že černé pumy existují. Vzhledem k tomu, že melanismus je znám u většiny vrcholových predátorů, řada odborníků o možném výskytu tzv. černých panterů i v případě tohoto druhu příliš nepochybuje. Naopak jasně prokázána je leucistická (světlá/bílá) či zřejmě i albinotická (světlá/bílá až narůžovělá s červenýma očima) varieta pumy.
Puma se navzdory svému mohutnému vzrůstu řadí mezi malé kočky. Důvodem je stavba hlasového ústroji – kvůli zkostnatělému jazylkovému aparátu a imobilnímu hrtanu nedokáže hlasitě řvát, a tak pouze syčí, píská, prská nebo dlouze přede. Jejím nejbližším žijícím příbuzným je jihoamerický jaguarundi, šelma jen o málo větší než kočka domácí.
Podobně jako jiné kočkovité šelmy má puma celkem 38 chromozomů (18 autozomálních párů a dvojici pohlavních chromozomů), z nichž jeden pár je akrocentrický, ostatní metacentrické.
Dospělá puma má průměrnou tělesnou teplotu 37,6 °C.

### Fyzické parametry
Jde o druhou největší kočkovitou šelmu Ameriky (po jaguárovi) a čtvrtou největší na světě (po lvu, tygrovi a již zmíněném jaguárovi).
Dospělá puma dosahuje hmotnosti 21–105 kg, tělo od hlavy po konec ocasu měří 150–290 cm, samotný ocas 53–97 cm a výška v kohoutku se pohybuje v rozmezí 45–90 cm.
Samci jsou větší a o 25–70 % těžší než samice:
- dospělý samec váží obvykle 36–105 kg (v průměru 53–72 kg[129][155][176][180]) a od čumáku po konec ocasu měří od asi 170 do 250 cm (ocas 60–97 cm), výjimečně i více (do cca 290 cm), na výšku měří 56–90 cm;
- dospělá samice dosahuje hmotnosti 21–64 kg (v průměru 36–48 kg[129][155][176]), délky od cca 150 do 220 cm (ocas 53–88 cm) a výšky v kohoutku 45–76 cm.[51][127][128][129][130][175][176][177][178][181]

Výjimečně mohou být tyto hodnoty i vyšší. Rekordní jedinci dosahují hmotnosti i přes 120 kg; patrně nejtěžší známá puma byla zabita v roce 1925 v Arizoně a vážila více než 125 kg (na váhu se dostala v momentě, kdy už ji byla vyndána střeva, proto je údaj nekonkrétní). V roce 1936 osadník z Olympijského poloostrova John Huelsdonk údajně zastřelil pumu, jejíž tělo bylo dlouhé 3,35 metrů.
Velikost se liší podle zeměpisné šířky, záleží tedy na poddruhu, resp. na regionální formě. Pumy ze severu a jihu (tj. žijící blíže k pólům) jsou obecně mohutnější než ty z centrálních oblastí poblíž rovníku. Ale nemusí to platit vždy. Například v Britské Kolumbii dospělí samci váží v průměru 57 kg a samice 45 kg, ačkoli několik samců dosáhlo hmotnosti od 86 do 95 kg. V Brazílii se tělesná hmotnost pumy pohybuje typicky mezi 40 a 100 kg.

## Biotop a teritoriální chování

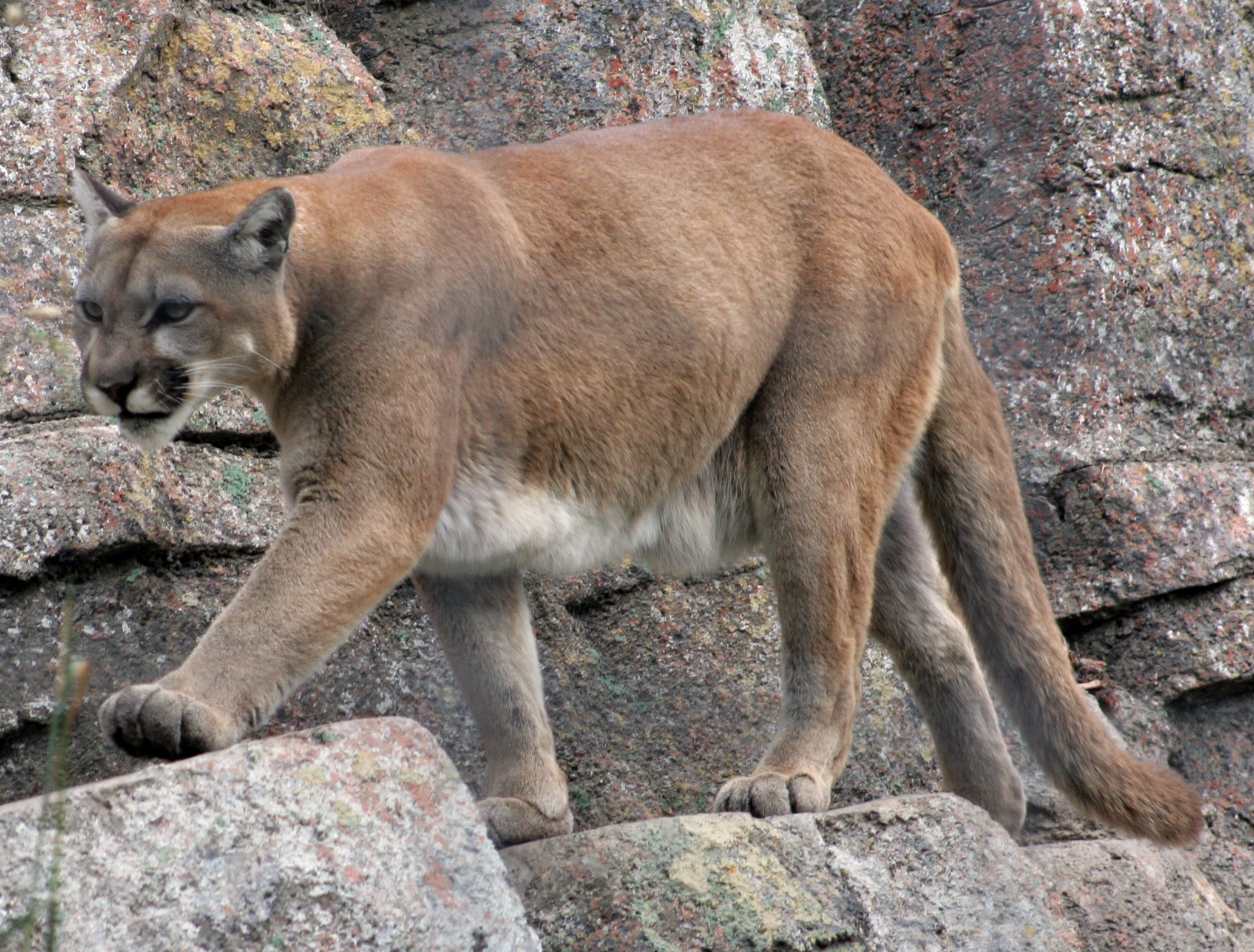
Puma dokáže žít prakticky v jakémkoli prostředí – od vyprahlých pouští po zasněžené hory. Díky tomu odolala lidskému útlaku ve 20. století a udržela se v oblastech Severní Ameriky, kde se její populace zase mírně rozrůstá

Puma dokáže přežít prakticky v jakémkoli vhodném prostředí a pohybuje se téměř ve všech nadmořských výškách, například v Andách, jejichž nadmořská výška činí v průměru 4 000 metrů (zastižena byla ve výšce až 5 800 m n. m.). Daří se jí v zasněžených horách, v jehličnatém, smíšeném i listnatém lese, v tropických pralesích i ve stepích, a cizí jí nejsou ani vyprahlé pouště, kde teploty mnohdy překračují 40 °C. Výborně šplhá i plave, i když nerada. Vzhledem k rostoucí lidské populaci, z níž plyne ztráta přirozeného prostředí, ale i kvůli své pozoruhodné adaptabilitě, se snadno dostává do konfliktu s člověkem.
Pumy jsou obvykle samotáři a záměrně se setkávají jen v době páření, mláďata ale tráví poměrně dlouhou dobu s matkou. Lze však narazit i na „smečku“ pum (matku s mláďaty s jinými, možná i příbuznými pumami), které společně putují krajinou nebo hodují na kořisti po vzoru afrických lvů. Tento vzácný úkaz se podařilo zachytit dokumentaristům v Patagonii. K podobnému výsledku, že pumy vykazují adaptivní sociální strategie, se dopracovala studie z roku 2017, podle které se mohou vzájemně tolerovat kupříkladu dvě samice společně se samcem a vytvářet tak pomyslný milostný trojúhelník, z důvodu biologické zdatnosti, a tedy snadnějšího, nekonfliktního přístupu k rozmnožovaní se zvýšenou šancí na oplodnění.
Každá puma má své vlastní vymezené teritorium. Teritoria dospělých samců mívají rozlohu obvykle kolem 250 km², teritoria samic bývají menší, 50 až 150 km² (obvykle pod 100 km²). Celková velikost teritorií se liší s ohledem na rozdílný biotop (tj. jaké jsou podmínky pro lov nebo zbudování doupěte), na množství vhodné kořisti a také z hlediska toho, nakolik jsou pumy rušeny lidmi. Důsledkem toho se může rozloha domovských území pohybovat od 1 300 km² až k pouhým 25 km². Například v sušších oblastech s menší koncentrací kořisti jsou teritoria větší. Podle jednoho průzkumu se v Jižní Americe rozprostíralo asi 0,5–7 pum na území o rozloze 100 km², v Severní Americe 0,5–4,9 pum/100 km².
Odhady populační hustoty šelmy na 100 km² v jednotlivých státech nebo oblastech (výběr):
- Argentina: 0,5–0,8/100 km²
- Belize: 2–5/100 km²
- Bolívie: 5–8/100 km²
- Idaho: 0,7–1/100 km²
- Mexiko (západ): 3–5/100 km²
- Pantanal: 4,4/100 km²
- Patagonie: 6/100 km²
- Peru: 2,4/100 km²
- Utah: 0,3–0,5/100 km²
- Washington: 5/100 km²

Většinu dne obvykle prospí a aktivnější bývají za soumraku (jsou tedy tzv. krepuskulární) nebo přímo v noci. Například na Floridě jsou pumy nejaktivnější ráno mezi 1. a 7. hodinou a večer mezi 18. a 22. hodinou, v severním pásmu Yellowstonského národního parku aktivita vrcholí od půlnoci do maximálně 6 hodin ráno a večer mezi 17. a 21. hodinou. Co se týče pum z Mexika, Střední a Jižní Ameriky, mohou být činné v kteroukoli denní dobu, ale obvykle mají, podobně jako pumy v USA, spíše krepuskulárně-noční charakter aktivity. Při svých toulkách mohou denně urazit 9 km, 32–40 km, nebo patrně i 80 km. Území samce může zasahovat do teritorií samic, ale nikdy ne jiných samců, což napomáhá vyhnout se konfliktům. Naproti tomu území samic se mírně překrývají vcelku běžně. Kočky mezi sebou komunikují nejčastěji prostřednictvím zanechaných pachových stop. Teritorium si vyznačují otíráním, močí, trusem a škrábanci na padlých kmenech, v půdě nebo ve sněhu. Vymezují si tak svůj prostor, nebo tím lákají opačné pohlaví v období rozmnožování. Skutečné boje mezi zkušenými dospělými jedinci bývají vzácné. Na rozdíl od medvědů nebo vlků se pumy až na zřídkavé případy neživí mršinami, to znamená, že pokud chtějí žrát, musí lovit, a být tak v dobré fyzické kondici. Nerady tedy riskují zranění, ke kterému by mohlo dojít při vzájemných soubojích. Konfrontace může být ve výsledku taková, že samec zaujme sotva postřehnutelný, nicméně důrazný výhružný postoj, kterému soupeř dobře rozumí. Ten se vzdá podobným jednoduchým gestem poraženého, načež se otočí a vydá se hledat jiné území. Vítězný samec získá právo pářit se se samicemi z blízkého okolí.

Z výzkumu za pomoci satelitních obojků, který se věnoval sezónní variabilitě stanovišť v kanadské provincii Alberta, vyplynulo, že v létě pumy nejčastěji setrvávají v blízkosti vodních ploch nebo přímo v mokřadech, případně v lesích nebo u jejich hranic. V zimě se pumy stahují do lesů a vyhovují jim opět ty oblasti, kde mají přístup ke zdroji vody. Jiné pumy upřednostňují svahy nebo se pohybují na okrajích lesů. Samice s mláďaty se pohybují výhradně po stráních a vyhýbají se otevřeným zemědělským krajinám. Všechny sledované pumy se striktně vyhýbaly silnicím.

Domov pumy
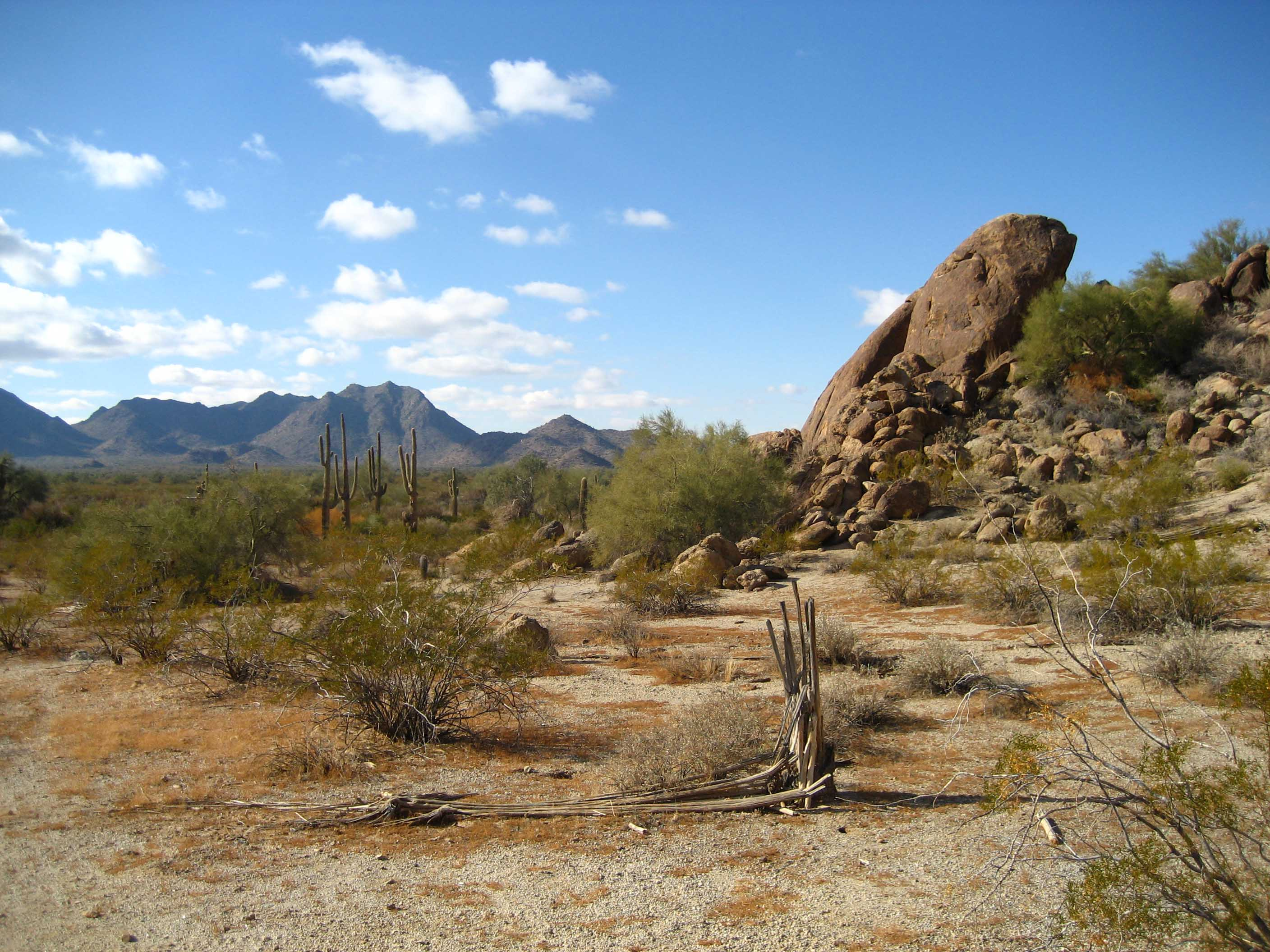
Pouště a křovinaté oblasti skýtají hojnost kořisti v podobě menších savců (na obrázku Sonorská poušť)
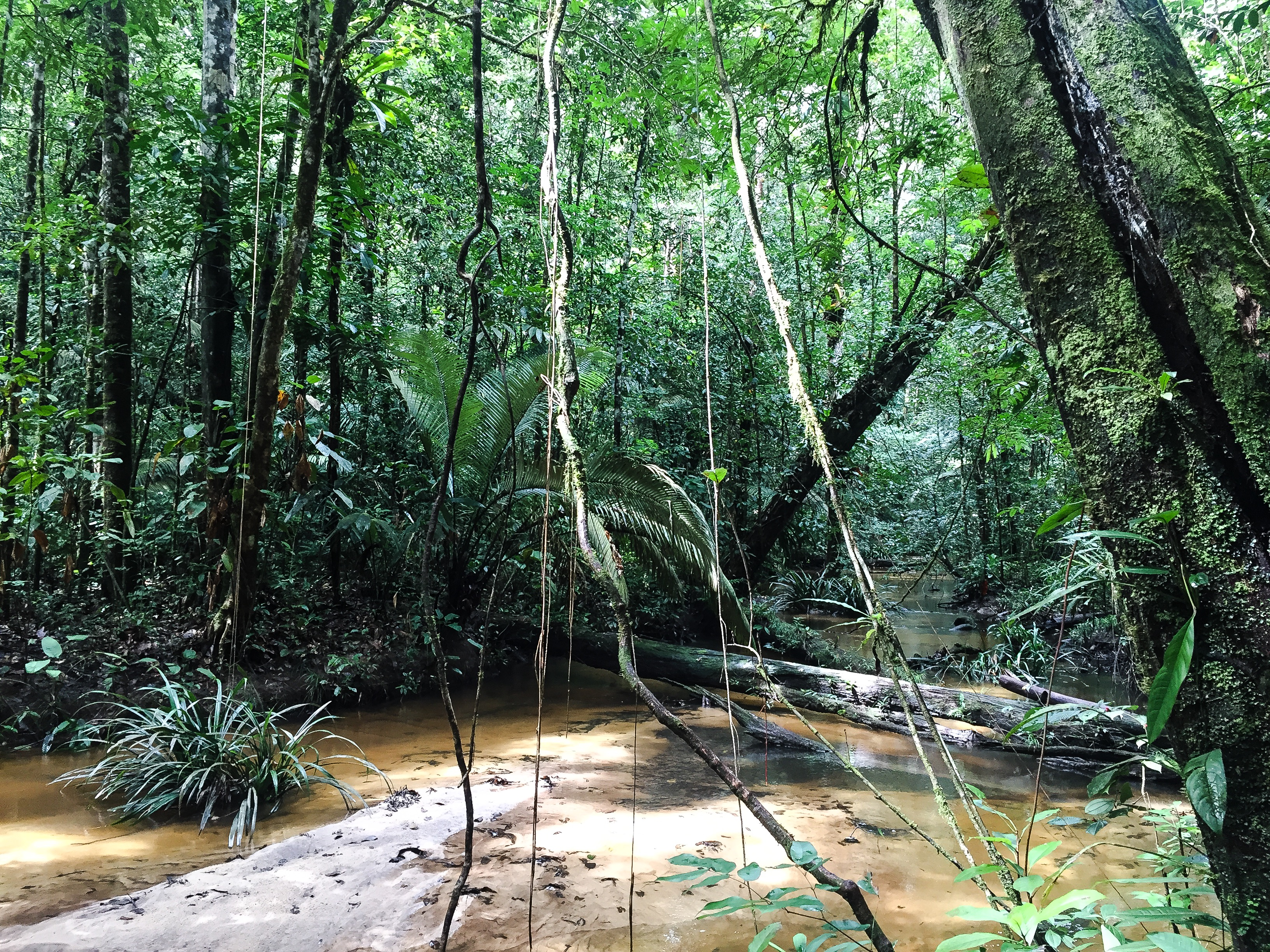
V jihoamerických pralesích se puma musí dělit o kořist s jaguárem (na obrázku Guyanský amazonský park)
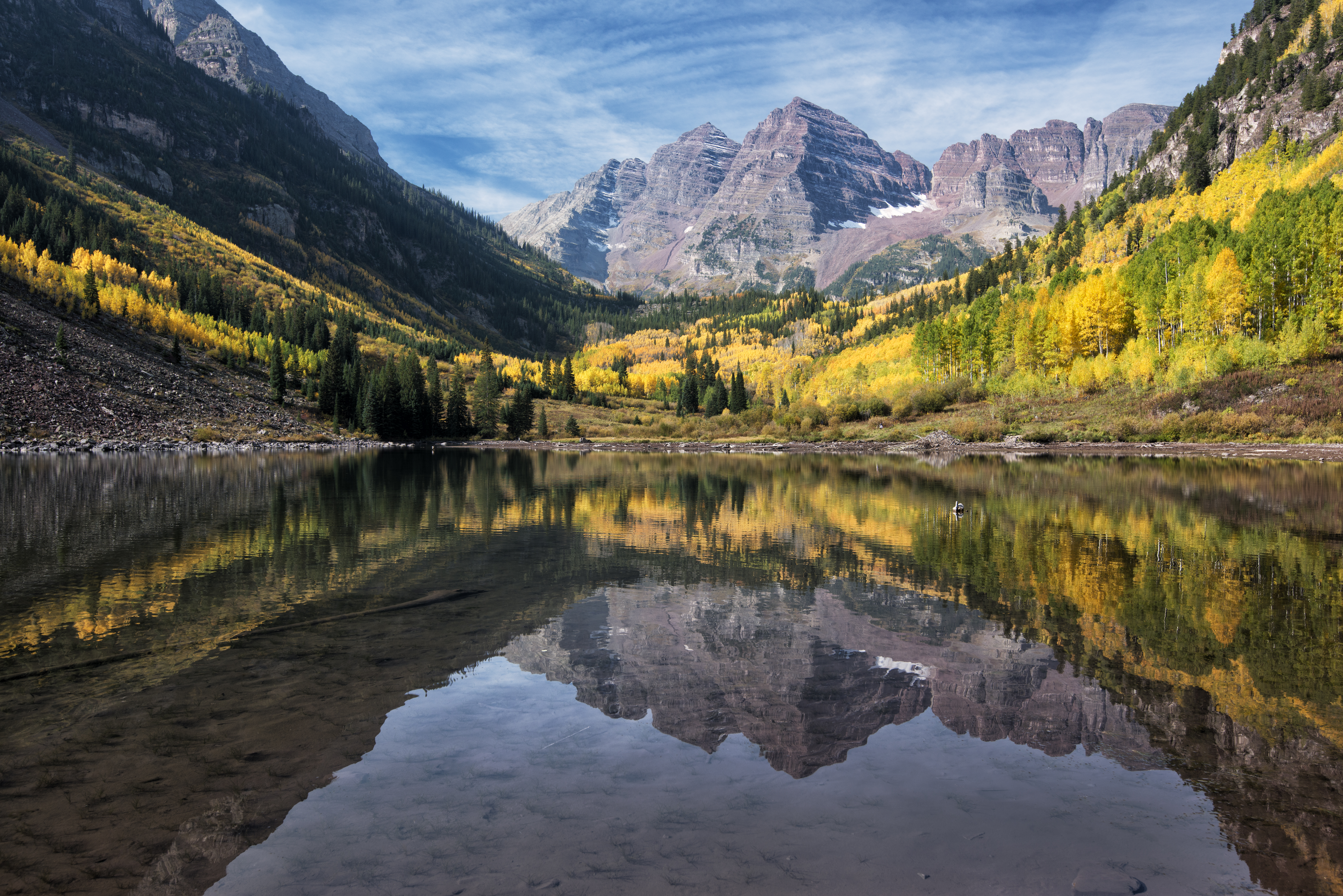
V horských oblastech se ukazuje v poslední době nejčastěji. Hory se staly významným útočištěm poté, co byla soustavně pronásledována člověkem (na obrázku pohoří Elk Mountains)

## Potrava a chování při lovu
Pumy se živí rozmanitou zvířenou, neboť obývají různé biotopy. Krmí se prakticky vším, co dokážou ulovit – malým hmyzem nebo více než půltunovými býložravci. Stravování se liší podle pohlaví, věku a ročního období. Samotářsky žijící jedinci, například samci, se soustředí, mají-li na výběr, spíše na menší či mladší živočichy (i dospělý jelen dokáže pumu citelně zranit nebo dokonce zabít), samice starající se o mláďata zase spíše na větší kořist (pro matku je to výhodnější – uskuteční tak méně výprav, během kterých nechává mláďata bez dozoru, a zároveň vždy přinese větší porci masa). To se pak dokáže zmocnit i 7krát většího živočicha než je ona, jako například samce losa, ačkoli tak riskuje i svůj život. Mladí nezkušení jedinci, kteří se ještě učí a zdokonalují, loví zprvu menší druhy živočichů. Pokud množství primární kořisti klesá, puma se situaci přizpůsobí a zaměří se na jinou vhodnou potravu, což ukazuje na oportunistické chování. V Severní Americe (resp. v Kanadě a USA) upřednostňuje zvířata ve váhovém rozsahu 70 až 125 kg a potravu tvoří z 90–100 % savci, v Latinské Americe loví spíše menší kořist v průměru o (či do) hmotnosti 15 kg, nebo nepatrně větší, a opět jde převážně o savce (90 %), ale občas se pokusí ulovit i podstatně větší živočichy, jako například lamu guanako vážící 90 až 140 kg (podrobněji viz níže). Chování při zabíjení kořisti je z větší části vrozené, výběr kořisti vychází z praxe a získaných zkušeností.

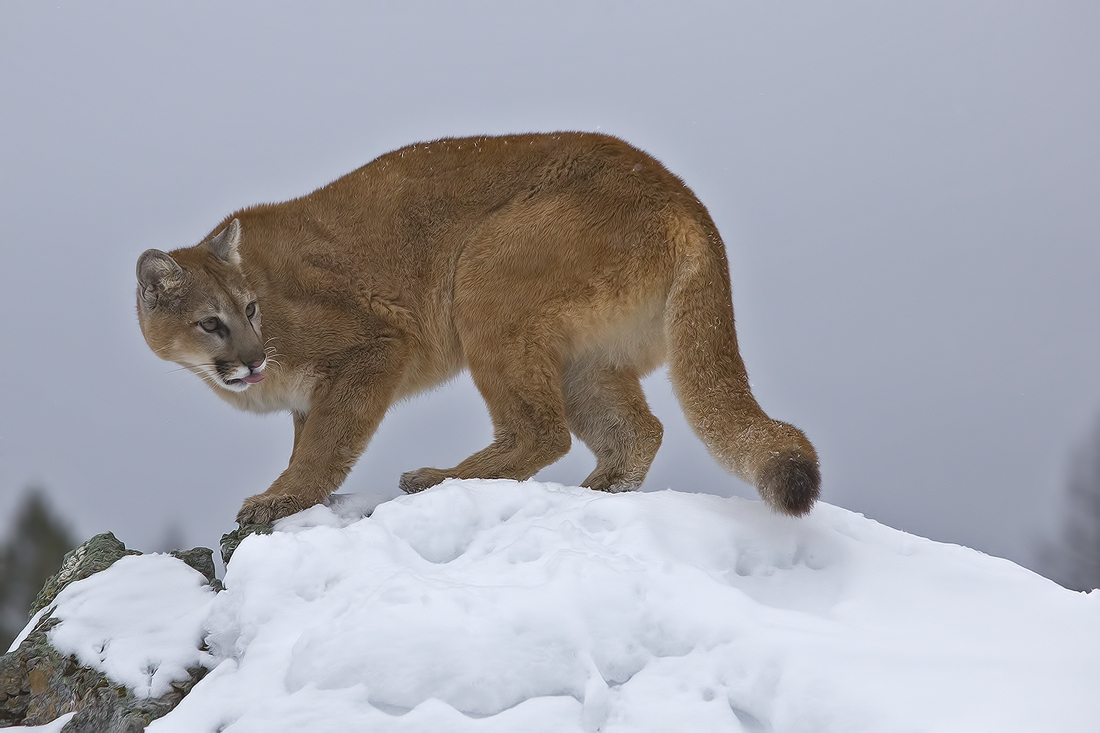
Puma je typický hypermasožravec živící se rozličnými druhy živočichů

V severních oblastech výskytu jsou jejich hlavní kořistí kopytníci, např. jelenec ušatý (Odocoileus hemionus), jelen lesní (Cervus elaphus), jelen wapiti (Cervus canadensis) či jelenec běloocasý (Odocoileus virginianus), daněk evropský (Dama dama), ovce tlustorohá (Ovis canadensis), ovce aljašská (Ovis dalli), divoký kůň (Equus sp.), vidloroh americký (Antilocapra americana), sob polární (Rangifer tarandus) nebo mláďata losů amerických (Alces americanus) a losů evropských (Alces alces) – vzácně i dospělí. Místy loví i bobry (Castor canadensis), vydry (Lontra canadensis), norky (Neovison vison), psouny prériové (Cynomys ludovicianus), skunky pruhované (Mephitis mephitis), veverky popelavé (Sciurus carolinensis), zmocnit se dokážou též lachtanů (Zalophus californianus) či tuleňů (Phoca vitulina) a troufnou si i na mláďata medvědů (Ursus sp.). V Latinské Americe často napadají lamy (Lama sp.) či vikuně (Vicugna sp.), kapybary (Hydrochoerus hydrochaeris), pekari (Pecari sp.), divoká prasata (Sus scrofa) a za oběť může padnout i mazama červený (Mazama americana) nebo aguti středoamerický (Dasyprocta punctata). Jelikož se však na těchto místech vyskytují jaguáři, pro ně těžko přemožitelní potravní konkurenti, loví často i menší zvířata, jako jsou lenochodi (Bradypus sp., Choloepus sp.), kuandy (Coendou sp., Echinoprocta sp., Sphiggurus sp.), pásovci (např. Dasypus sp.), králíci (Sylvilagus sp., Oryctolagus sp.) a zajíci (Lepus sp.), mývalové (Procyon lotor), nosálové (Nasua narica), vačice (Didelphis sp., Marmosa sp., Tlacuatzin sp. aj.): např. vačice zapotécké (Tlacuatzin canescens), netopýři, hlodavci menší než kapybary: např. myši (Mus sp.), viskači (Lagostomus maximus), nutrie říční (Myocastor coypus), paky (Cuniculus paca), mary (Dolichotis patagonum), hmyz: např. sarančata, obojživelníci: např. žáby, plazi: např. leguáni (Ctenosaura pectinata), ptáci: např. labutě černokrké (Cygnus melancoryphus), nanduové (Rhea pennata) nebo tučňáci (Spheniscus magellanicus) a dokonce měkkýši a ryby (např. lososi). V tropech šplhají do korun stromů za opicemi. Výjimkou není ani kanibalismus. Živí se prakticky výhradně tím, co si sami uloví. Pumy jsou citlivé na zkažené maso, takže dávají přednost čerstvé potravě. Mršinami se živí jen příležitostně a spíše z nutnosti, kupříkladu když jedinec dlouze hladoví a náhodou na rozkládající se mrtvolu narazí. Také záleží na tom, v jakém stádiu rozkladu se kadáver nachází. Podobně se puma chová i ke kořisti, kterou si sama uloví. Vrací se k ní pouze po určitou dobu, například od 4 do 19 dní, opět na základě toho, v jakém prostředí šelma žije, respektive v jakých podmínkách ulovenou potravu ukládá na později.
Puma zvládne ulovit i jiné predátory, jako jsou kojoti (Canis latrans), aligátoři (Alligator mississippiensis) či kajmani (Caiman yacare). Plazi, s kterými si poradí, jsou obvykle velcí od 46 do 152 cm, ale na Floridě se obzvlášť zdatná puma dokázala zmocnit i 269 cm dlouhého aligátora. Dospělí plazi jsou však obyčejně dostatečné velcí na to, aby se pumám přinejmenším ubránili, nebo se jimi i nasytili, naskytne-li se vhodná příležitost. K tomu nicméně dochází jen vzácně, pumy se obecně vyhýbají konfrontaci s krokodýly (tj. vodním zdrojům, kde tito plazi pobývají).

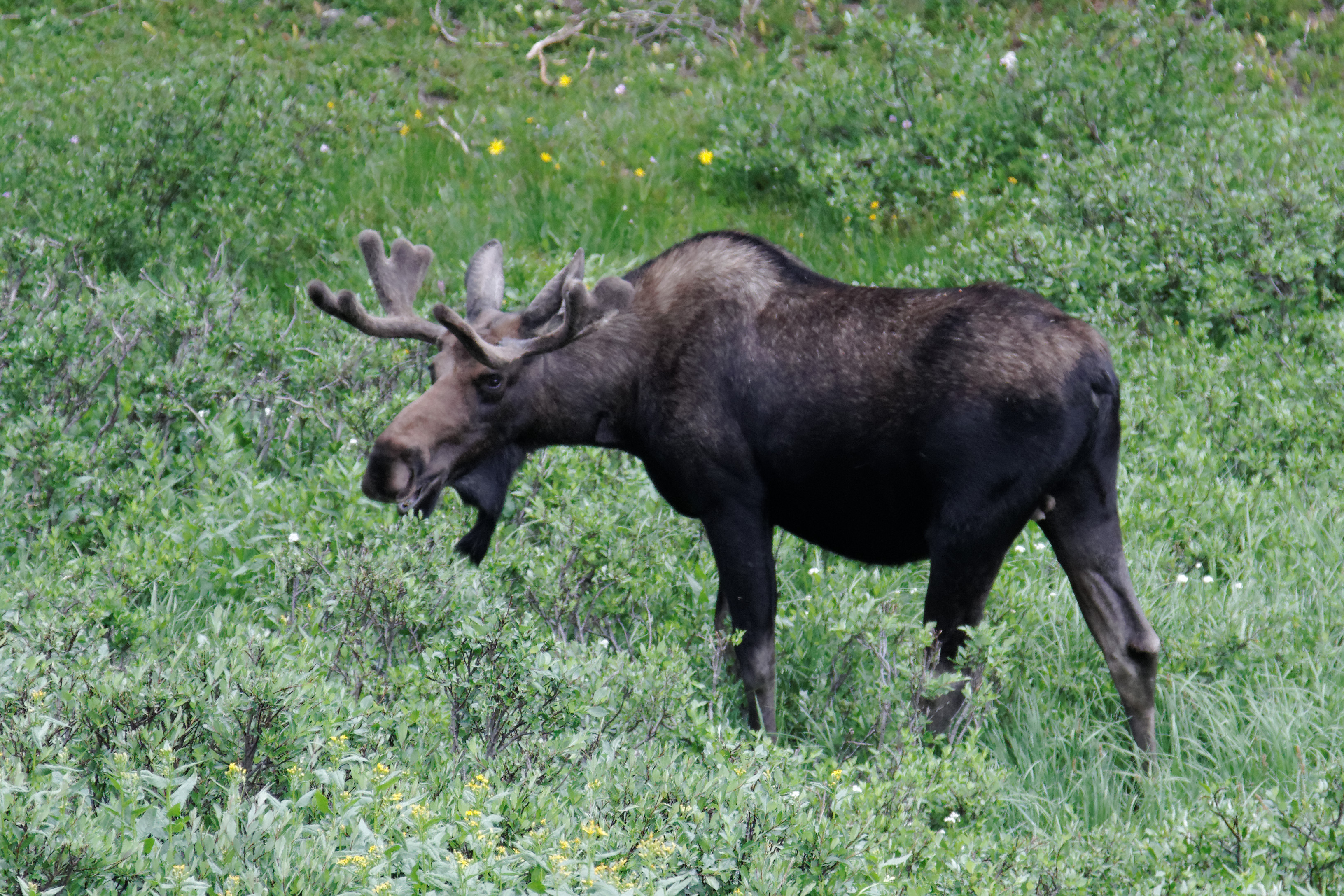
Puma je schopna sama skolit i tak mohutné zvíře jako je los, který může vážit až 820 kg

V jihozápadní Albertě během zim (listopad–duben) v letech 1985–1986 a 1993–1994 kopytníci představovali celých 99 % potravy. V rámci celého severoamerického kontinentu podle jednoho průzkumu kopytnatci tvoří až 68 % potravy a podle neziskové organizace Western Wildlife Outreach běžně asi 60 % potravy. Například v oblasti Sheep River v jihozápadní Albertě tvoří asi 85 % zimní kořisti samců losí telata, potravu samic z 79 % jeleni a losi. Výsledek studie v Severní i Jižní Dakotě rovněž ukázal, že se zde pumy živí hlavně jeleny (50 %). Nicméně v jednotlivých a zejména odlehlých lokalitách může být situace poněkud odlišná, jako např. v rezervaci Pacific Rim National Park Reserve v Britské Kolumbii, kde vzorky trusu ukázaly, že se zdejší pumy nejčastěji živí mývaly (28 %), jelenci ušatými (24 %), a dokonce i tuleni (24 %). V jižním yellowstonském ekosystému jelenovití tvoří cca 42 % potravy v létě, ale už jen přibližně 7 % v zimních měsících, bez ohledu na sezónu nebo pohlaví pum. Ve Střední a Jižní Americe pak podíl spárkaté zvěře ve stravě klesá výrazněji: ze strany tamních pum zhruba o polovinu nižší preference (kopytníky se živí jen z cca 35 %, opět však v závislosti na lokalitě). Např. ve středním Mexiku se pumy živí nejčastěji pásovcem devítipásým, a dále se zde zaměřují na nosála bělohubého nebo jelence běloocasého. Ve střední části And v Kolumbii tvoří hlavní potravu pum králíci pouštní (50 %) a další středně velcí až velcí savci, jako jsou kuandové, paky (19%), vačice (10 %), lenochodi (9 %) a jeleni – mazama červený (9 %). V Patagonii, pro pumy žijící v centrální oblasti Argentiny nebo na jihu, je hlavní složkou potravy lama guanako (75 %) a další obvyklou kořistí jsou mara stepní, nandu Darwinův, pásovec malý (Zaedyus pichiy) a tučňák magellanský. Ve starší studii z let 1985 až 1999, ve které se podrobně zkoumalo 62 výkalů pum nalezených v oblasti And v Chile, vědci identifikovali celkem 79 druhů kořisti; dominovali zajíc polní, pudu jižní a různí hlodavci (např. nutrie říční), ptáci (např. labuť černokrká) a vačnatci, přesně v tomto pořadí. Střední hmotnost kořisti byla 7,7 kg, mnohem menší, než jaká byla známa z předešlých výzkumů.
Pokud má puma na výběr, preferuje takovou kořist, která je bohatší na kalorie, jak ukázala studie pum žijících v přírodní rezervaci Sierra Nanchititla (SNNR) v Mexiku. Zde v jejich potravě dominoval pásovec devítipásý (40 % – 10 042,88 kj/kg), následoval nosál bělohubý (12 % – 9 316,68 kj/kg) a jelenec běloocasý (6 % – 9 066,60 kj/kg). Důkazem toho je i počet ulovených kusů za rok, kdy každý jedinec ukořistil v průměru 51 pásovců (tj. kořist s nejvyšším počtem kilokalorií), 16 jelenů a 7 nosálů.

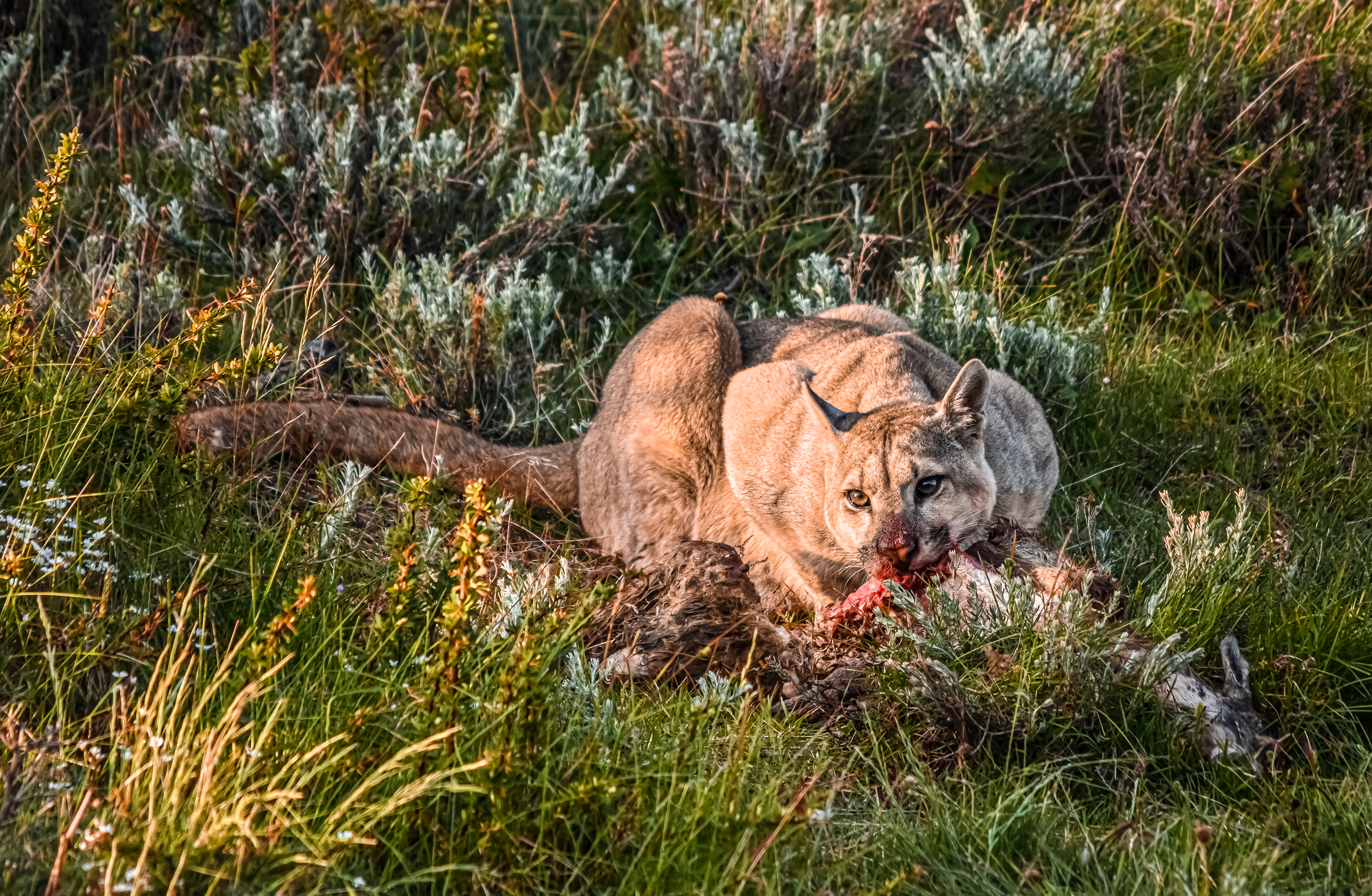
Puma u potravy

Puma, vzhledem k energeticky náročnému životu v členitém horském terénu, loví často ze zálohy. Má relativně malou kapacitu plic, takže není stavěná k běhu na velkou vzdálenost. Raději trpělivě vyčkává v úkrytu na vyvýšených místech, například na skaliskách nebo v korunách stromů. Díky dokonalému maskování se pak potichu připlíží, kořist dostihne krátkým sprintem (řádově desítky metrů) a uchvátí skokem, většinou zezadu. Přidrží si ji svalnatýma předníma nohama, zatne do ní drápy a usmrtí ji stiskem čelistí, přičemž zvířeti buď prokousne vaz nebo ji udusí stiskem hrdla. Ulovenou kořist pak odtáhne (zvládne až sedminásobek své váhy) a zahrabe nebo ukryje pod vegetaci, kde je chráněná před ostatními masožravci a kde se k ní puma může vracet, aby se nasytila. Pokud ji při hodování vyruší člověk, ke kořisti se už zpravidla nikdy nevrátí a uloví si novou. Obvykle loví za soumraku nebo za úsvitu, v případě potřeby i za denního světla. Dospělý jedinec si obstarává větší kořist (jelena, soba) jednou za 7–21 dní, avšak samice starající se o potomky loví podstatně častěji: například každý třetí den, je-li mláďatům okolo 15 měsíců. Na posezení puma dokáže pozřít 10–14 kg masa, běžně však za den zkonzumuje okolo 2,2 až 4,5 kg (samec obvykle větší množství než samice). Obyčejně puma sežere 75 % zvířete (z větší kořisti zůstanou obvykle jen rohy, hlava, nohy a kopyta, největší kosti, kůže a trávicí trakt), samice s koťaty se vykrmují ještě důkladněji. Za celý rok jedna puma uloví asi 860 až 1300 kg potravy (tj. zhruba 5–7 losů nebo 14–20 jelenů, dle jiných zdrojů i více než 40 jelenovitých).
Dospělé pumy mají podle některých zdrojů poměrně vysokou úspěšnost při loveckých pokusech – 75% nebo až 82%. Může se však lišit v závislosti na prostředí a jiných okolnostech. Jiní odborníci považují tato čísla za nadhodnocená. Z jedné studie vyplývá, že většina šelem je úspěšných v lovu v méně než polovině případů (<50 %). Za realističtější odhad v případě pumy je tak považovaný rozsah mezi 20–40 %.
Puma má jednoduchý žaludek a relativně krátkou trávicí soustavu, která je uzpůsobena rychlému naplnění snadno stravitelnou hmotou, tedy vnitřnostmi a svalovinou (tenké i tlusté střevo jsou kratší a méně účinné než třeba u všežravého psa). Žere hlavně játra, srdce a plíce bohaté na bílkoviny, minerální látky a vitamíny, a poté se vrhne na maso, přičemž setrvává v dutině břišní a jiné ventrální oblasti. Nepozře naopak střeva nebo žaludek. Nepolyká srst a kůži, kterou by trávila velmi špatně. K odstranění chlupů z mrtvoly používá dlátovité řezáky. Přestože má velmi krátkou obličejovou partii a tlamu, její velké špičáky leží blíž k čelistnímu kloubu a stoličkám, díky čemuž v nich má puma nesmírnou sílu k usmrceni a roztrhání kořisti. V zadní části čelisti jsou uloženy třenové zuby a velmi ostré stoličky, kterými ukusuje menší kousky masa a drtí kosti. Hlavu musí natáčet na stranu, aby se to, co potřebuje ukousnout, dostalo až dozadu na stoličky. Stejně jako jiné šelmy potřebuje i puma kvůli vysoce proteinové stravě dostatek tekutin. Vodu často získává z krve oběti, kterou záměrně hltá. Skutečnost, že orgány jsou konzumovány jako první, charakterizuje chování pumy při krmení. Může se jednat o adaptaci k přežití v těžkých podmínkách; počítá s tím, že může být kdykoliv od hodování vyrušena, nebo o svou kořist úplně přijít, pokud ji zavětří silnější soupeř.

### Exkrementy
Výkaly pum jsou podobné psím, odlišné kupříkladu od rysů. Jsou husté, segmentované (jednotlivé kusy od sebe částečně oddělené), obvykle zaoblené (bez „ocásku“ na obou koncích, případně jen na jednom z nich). Každá část výměšku je dlouhá okolo 2,5 až 3,8 cm. Ve stolici se často nacházejí nestravitelné zbytky, například úlomky kostí, kousky zubů nebo chlupů a vzácněji i vegetace (tráva). Pomocí rostlinného materiálu se pumy nejspíš zbavují střevních parazitů v zažívacím traktu, nebo slouží k podpoře trávení. V těsné blízkosti exkrementů mohou být patrné stopy po drápech.

### Potravní konkurenti, predace

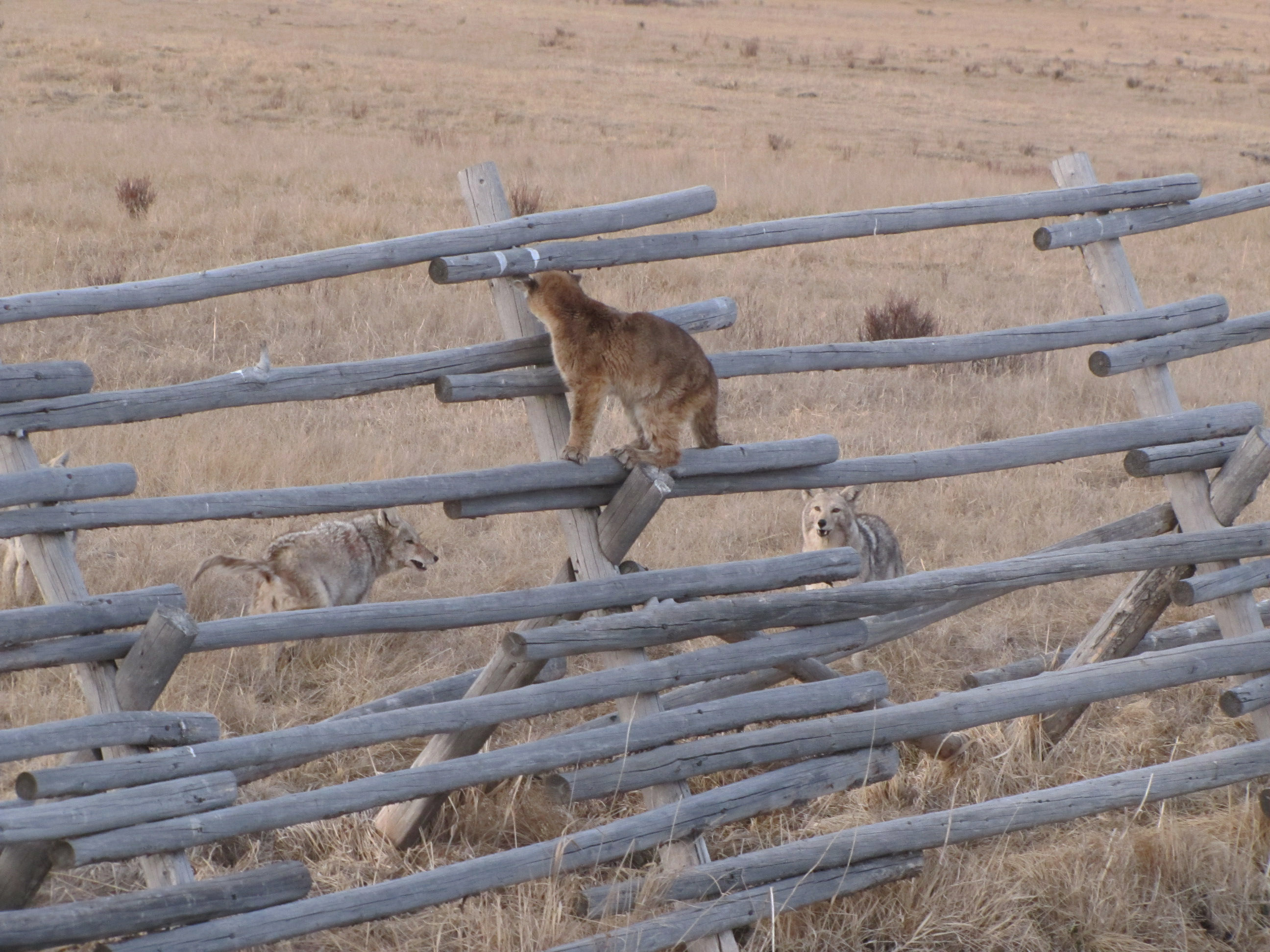
Mladá puma v konfrontaci s kojoty

Kromě člověka nemá zdravá dospělá puma prakticky žádného přirozeného nepřítele, ale dominantním predátorem je jen v některých oblastech svého výskytu. Na severu interaguje s dalšími silnými šelmami, jako jsou medvěd grizzly (Ursus arctos horribilis), medvěd baribal (Ursus americanus) a vlk obecný (Canis lupus) – respektive s jeho smečkou, samotný vlk nebývá pro dospělou pumu hrozbou, a na jihu zčásti soutěží s obvykle silnějším jaguárem (Panthera onca). Zcela bezkonkurenční je puma na jižním cípu Jižní Ameriky.
Z výzkumu v severoamerickém Yellowstonském národním parku vyplývá, že medvěd grizzly celkem očekávané zaujímá dominantní postavení, ale dochází i k situacím, kdy není schopen vypořádat se s hrozbou ze strany pum nebo vlků. Medvědům se puma obecně snaží vyhnout a vyhledává pak tu potravu, u které medvědi nebývají (tzn. menší kořist). S vlkem soutěží puma o potravu zejména v zimě. V souboji jeden na jednoho má puma americká obvykle navrch, ale vlčí smečce už sólová kočka nedokáže konkurovat. Početné smečky vlků pumu okrádají o kořist, nebo ji i zabijí. V jednom případě napadla a zabila smečka asi 7 až 11 vlků dospělou matku pumy s mláďaty. Naproti tomu osamělí vlci jsou v jisté nevýhodě a existují případy, kdy jsou napadány pumou. Tito predátoři mezi sebou neustále soupeří o území a kořist. Z tohoto důvodu vlci částečně ovlivňují dynamiku populace pum, načež může být z některých oblastí doslova vyhnána. Pokud je ale dostatek různorodé kořisti, puma se vlkům dokáže úspěšně vyhýbat a nedělá ji problém zaměřit se na jinou vhodnou potravu.
V jižním areálu svého výskytu má puma americká prakticky jediného konkurenta, jímž je jaguár americký. V závislosti na lokalitě mohou být pumy menší nebo větší než jaguáři, ale nemívají tak svalnatou či mohutnou postavu a jejich hmotnost je v průměru nižší. Ačkoli se jejich území překrývají, oproti pumě se o něco silnější jaguár zaměřuje obvykle na větší kořist, což snižuje pravděpodobnost přímé konkurence mezi oběma druhy – na základě různých studií se jaguár zaměřuje na větší kořist v 42–81 % případů, puma v 31–50 % případů. Jiné však nezjistily významný rozdíl ve využívání velké kořisti a existují i případy, které hovoří o opaku (44 % v případě pum, 27 % v případě jaguárů), ale povětšinou platí, že pumy žijící v těsné blízkosti jaguárů spoléhají spíše na menší kořist.
Pakliže se puma soustředí na jiné, maximálně středně velké živočichy, zbývá dost místa i potravy pro obě šelmy. Hojnost středně velké kořisti a také heterogenita biotopu jsou patrně těmi ekologickými faktory, které značně usnadňují koexistenci pum a jaguárů. Výše uvedené ovšem neznačí, že by jaguár byl vyloženě dominantním. Puma zmíněný typ kořisti loví proto, že takovou preferuje, a nikoliv z důvodu, že by se taková v rámci možné konkurence nabízela – oblastem, kde operuje jaguár, se puma nikterak nevyhýbá. Maximálně se míjí dobou, po kterou loví potravu – oproti pumě jaguár obvykle v noci, ale není to pravidlo. Záleží obecně na tom, na jakou zvěř se šelma v dané oblasti soustředí, což znamená, kdy je její typická kořist aktivní. Puma je však mnohem přizpůsobivější. Dokáže žít i tam, kde jaguár obstojí jen s velkými obtížemi, jako třeba v sušších oblastech. Kupříkladu v Mexiku nebo v suchém bolivijském lese vykazují dominanci pumy, protože jsou početnější a ani velikostně nezaostávají. Naopak v tropických lesích jsou dominantnější jaguáři, jejichž populace zde bývá ve výsledku větší a rostou i do statnějších rozměrů.
Puma je naopak silným konkurentem i přirozeným nepřítelem menších kočkovitých, lasicovitých a psovitých šelem, jimiž jsou rys červený (Lynx rufus), rys kanadský (Lynx canadensis), rosomák sibiřský (Gulo gulo), kojot prérijní (Canis latrans), pes hřivnatý (Chrysocyon brachyurus) či pes šedý (Lycalopex vetulus), a redukuje jejich populaci. Kojoti se ale občas soustředí na její mláďata a v přesile dokážou zahnat i urostlejší, avšak mladé pumy.

### Útoky na hospodářská zvířata

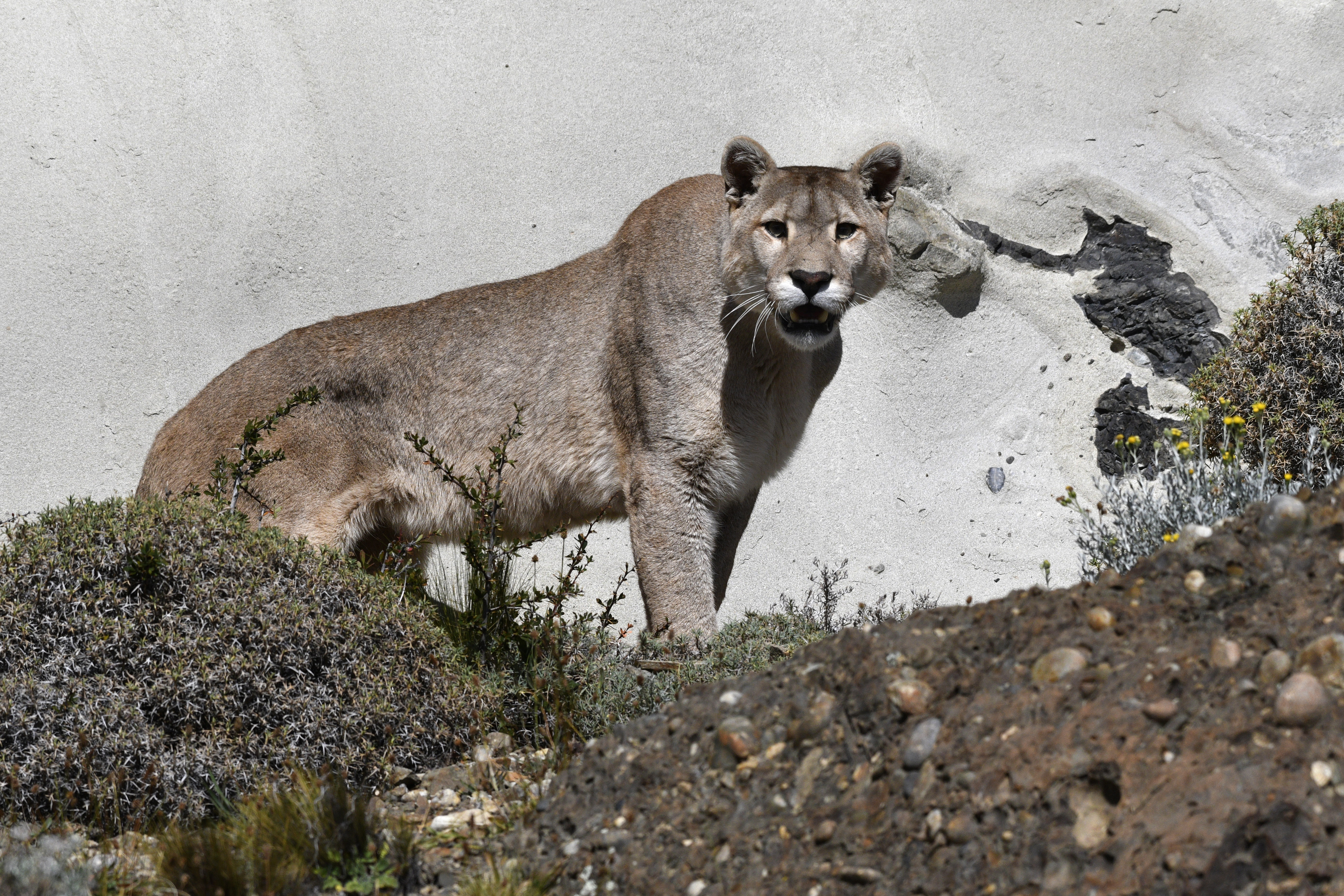
Statná puma z Jižní Ameriky

Pumy mohou napadat i dobytek nebo jiná domácí zvířata. Na takovou kořist se obvykle zaměří potulní, tj. převážně mladší jedinci, kteří si dosud nenašli území, nebo nemají dostatečné lovecké zkušenosti. Případy jsou to spíše vzácné, ale menším producentům může puma způsobit citelné ztráty. Výjimečně dokáže naráz pozabíjet až 20 ovcí. K řádě případů dochází za nepříznivých povětrnostních a světelných podmínek, strategicky z důvodu vyhýbání se riziku střetu s člověkem. Na predaci může mít vliv i měsíční fáze; těsně před a při novoluní dochází k napadení častěji. Obecně však platí, že hospodářská zvířata zpravidla mnohem více ovlivňuje počasí, nemoci nebo samotná reprodukční schopnost (problémy při porodu apod.).
Co se týče škod způsobených pumami, roční ztráty dobytka se různí od státu k státu a rovněž i napříč Severní a Jižní Amerikou. Starší data prozradily následující: v Texasu v roce 1990 pumy pozabíjely na 86 telat (pouze 0,0006 % z celkem asi 13,4 milionů hovězího dobytka a telat v texaských chovech), 253 dospělých angorských koz a 302 kůzlat, 455 ovcí a 562 jehňat (odpovídalo 0,04–0,06 % z celkového počtu ovcí chovaných ve státě). V Nevadě roku 1992 napáchaly pumy tyto škody: usmrtily 9 telat, 1 koně a 4 hříbata, 5 koz, 318 ovcí a 400 jehňat. Jak lze vidět, v obou případech byly nejčastěji napadány ovce. Na jihovýchodě Brazílie mezi lety 2004 a 2007 napadly pumy celkem 47 hospodářských zvířat: nejčastěji koně (51 %) a následně skot (28 %), ovce (17 %) a kozy (4 %). Roční predace činila 12 ± 5 zvířat, což odpovídalo 0,4 % všech hospodářských zvířat (tj. opět nepatrné procento).
V porovnání s jinými predátory, v publikaci z roku 2005 se uvádí, že ve Spojených státech za zhruba 80 % škod na ovcích a skotu mohou hlavně psovité šelmy (zejména kojoti a asi 15 % škod připadá na psy). Další výzkum zveřejněný v roce 2009 ukazuje to, že ve všech 50 státech USA jen zdivočelí psi ročně způsobí škody na hospodářských zvířatech za zhruba 620 milionů dolarů.
I novější data dokládají nepatrný dopad pum na hospodářství a to jen ve srovnání kupříkladu s běžnými komplikacemi chovu; k roku 2015 v 16 státech USA z celkového počtu dobytka 57 696 000 v důsledku nemoci nebo třeba na následky komplikací při porodu uhynulo celkem 1 675 010 kusů (2,90 %), zatímco puma zabila jen 8 100 kusů (0,01%).
Přesto je puma americká kvůli těmto vzácným případům často pronásledována, nebo zabíjena. Nicméně studie publikovaná v roce 2013 paradoxně ukazuje, že po likvidaci starší populace pum zanedlouho dochází k ještě častějším atakům, když do neobsazených oblastí zavítají jiné mladé pumy, které odlišně reagují na člověka a nejsou naučeni se mu vyhýbat. Tito jedinci zdánlivě jednoduchou kořistí nepohrdnou a k predaci tak dochází mnohem častěji, než v případě původních jedinců.
K predaci tedy může docházet z důvodu:
1. naučeného chování;
2. špatného zdravotního stavu šelem;
3. nízkého počtu přirozené potravy a také v důsledku rostoucí konkurence mezi velkými masožravci (např. mezi jaguáry a pumami);
4. chybně zajištěného, resp. nedostatečně zabezpečeného chovu.

### Útoky na člověka
K útokům přímo na člověka dochází jen velmi vzácně, obecně jej pumy nepovažují za možnou potravu (tzn. nejsou v mládí na takový druh kořisti naučeni), ale strach z lidí prakticky nemají. Realita je obvykle taková, že pokud zdravá dospělá puma člověka zavětří, vyplaší se a uteče. To dokládá i studie zveřejněná v roce 2017, kdy se podobným způsobem zachovalo 14 z celkem 17 kalifornských pum (tj. 83 % případů), kterým byla pouštěna nahrávka s lidskými hlasy společně s dalšími běžnými zvuky (např. šumění stromů, zvuk jiných zvířat apod.). Smrtelné útoky jsou pak extrémně vzácné a tak ojedinělé, že v porovnání s nimi člověk mnohem častěji umírá na údery blesku způsobené bouřkou. Pumy nejsou ani příliš agresivní. Při desetileté studii divokých pum v Novém Mexiku se odborníci ocitli často velmi blízko těmto šelmám, obvykle na vzdálenost 18,5 metru, načež nedošlo prakticky k žádným výhružným signálům, natož k útokům. Poněkud nervóznější byly pouze samice s mláďaty. V jižní Kalifornii opatřili univerzitní výzkumníci těmto velkým kočkám sledovací obojky, a ty se s nimi pohybovaly v hojně využívaném parku. Na oblíbené stezky umístili také dálkově ovládané kamery, aby dokázali, jak často se dostávají pumy a lidé do kontaktu. Výsledky překvapivě ukázaly, že některé pumy se nacházely pouhý metr od lidí, ti ale o jejich přítomnosti vůbec nevěděli. V průběhu této studie nebylo výzkumníkům ani pracovníkům parku hlášeno žádné agresivní chování pum.
K incidentům dochází zejména na severoamerickém kontinentu, v Jižní Americe nejsou útoky téměř vůbec hlášeny. Někdy jsou pumě přisuzovány útoky, kterých se dopustily jiné šelmy.

## Rozmnožování, dožití a nepřátelé
Pumy nemají určité období rozmnožování. To může vrcholit v létě a na začátku podzimu, ale v Severní Americe většina koťat přichází na svět na konci zimy nebo brzy na jaře (např. v Idahu na jaře, v Utahu nebo Wyomingu na podzim). Samice pohlavně dospívají nejdříve v 18 měsících, samci o něco později. Rozmnožovat se však začnou teprve, když mají vlastní teritorium; zpravidla je to ve dvou až čtyřech letech. Samci jsou schopní reprodukce do stáří nejméně 20 let, samice do věku nejméně 12 let a rodí jednou za dva roky. Samice žijící 8 až 10 let mívá za svůj život asi 5 vrhů, v zajetí 16letá samice porodila během svého života 7krát.
Pumy jsou polygamní, což znamená, že mohou mít více partnerů. Schopnost reprodukce se u samice projevuje estrálním cyklem, který trvá zhruba 23 dní. Sexuálně aktivní neboli říjná je asi 8–9 dní, ale jelikož přichází do říje v různou dobu, může se pářit s více samci, nicméně ve stabilních populacích s jasně vymezenými teritorii se zřídka páří s více než jedním partnerem. Samice na sebe upozorní jednak hlasitým kvílením či vřískáním, zvukem podobným dětskému pláči nebo křičící ženě, dále otíráním se a močením, čímž po sobě zanechá pachovou stopu. Typické pachové značky zanechává také samec, který tak upozorňuje ostatní samce na svou přítomnost, a také tím podává informace potenciální družce, která jeho pach zkoumá a hodnotí. Výměšek pachové žlázy zanechává dlouhotrvající pronikavý odér, který má nejvyšší vypovídající hodnotu o tom, kdo je kdo, jaké má sociální postaveni a jestli je připraven se pářit. Při očichávaní pumy zvláštně ohrnují pysk, což je tzv. flémování, které jim zřejmě pomáhá lépe vstřebat hormony nabitý pach. Samičí pach (feromony) samce dráždí a stupňuje jejich vzrušení.
Samci mezi sebou bojují o právo se se samicí spářit. Ke skutečným soubojům dochází však jen zřídka, samci nechtějí riskovat zranění, a tak často postačí zastrašovací gesta, která buď nezvaného hosta donutí opustit cizí teritorium, nebo se poražený toho svého vzdá a ponechá jej sokovi. Vítězný samec samici projeví svou náklonnost očicháváním a olizováním. Samice se pářit zpočátku odmítá. Vyžaduje jakousi fyzickou předehru, aby se začala uvolňovat vajíčka, k čemuž jí napomůže škádlení a jiné hravé dovádění se samcem. Také tak pravděpodobně zjišťuje, jak je její partner silný, odolný či vytrvalý. Klíčovým aspektem se zdá být tělesná hmotnost samců – větší hmotnost obecně znamená větší zdatnost a fyzickou dominanci, ale další studie naznačují, že samice se při výběru partnera soustředí na mnohem více znaků, ačkoli doposud neúplně pochopených. K páření obvykle dochází v domovském areálu samice. Dvojice je spolu několik dní (někdy pouze jeden den, jindy spolu zůstávají po dobu až dvou týdnů) a někdy spolu sdílí i kořist. Ke kopulaci dochází 50krát nebo až 70krát denně a každá trvá asi necelou minutu. Poté samec partnerku opustí a nestará se ani o mláďata, pouze střeží své teritorium (obvykle se prolínající s územím samice) a odhání tím jiné samce. Pokud se náhodou u svých mláďat ukáže, samice ho od nich odežene, protože by je mohl zabít. Není známo, jestli jde o infanticidu podobnou africkým lvům, ale částečně tak lze vysvětlit to, proč samice s koťaty netoleruje přítomnost samce, dokud nejsou mláďata nezávislá. Zdá se také, že samice dokáže během období výchovy mláďat potlačit svůj estrální cyklus, ale jiní naznačují, že periodické změny normálně pokračují a samice se jen snaží vyhýbat samcům tím, že dávají pozor na to, kde močí a zahrabávají své výkaly. Pokud samice o koťata přijde, může krátce nato znovu zabřeznout.

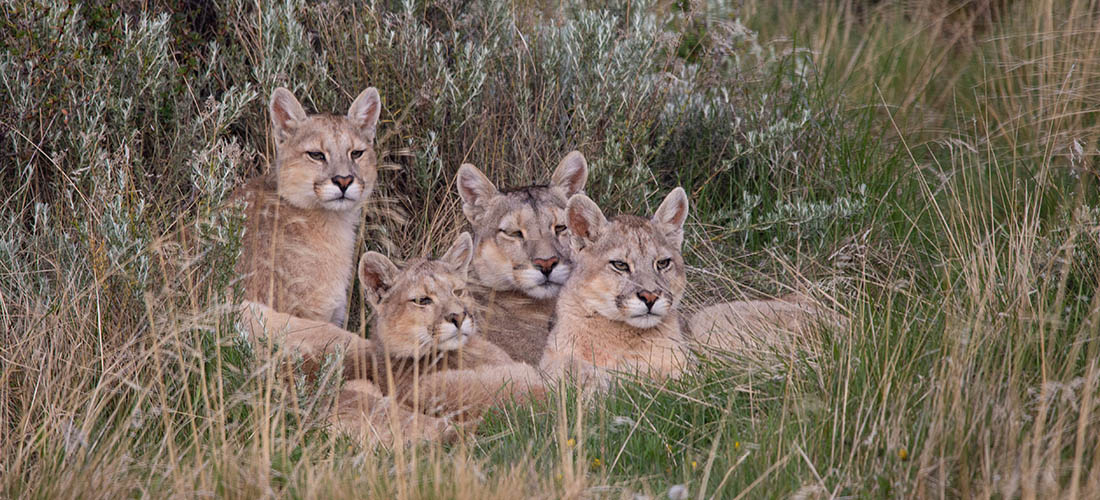
Matka s mláďaty v Chile

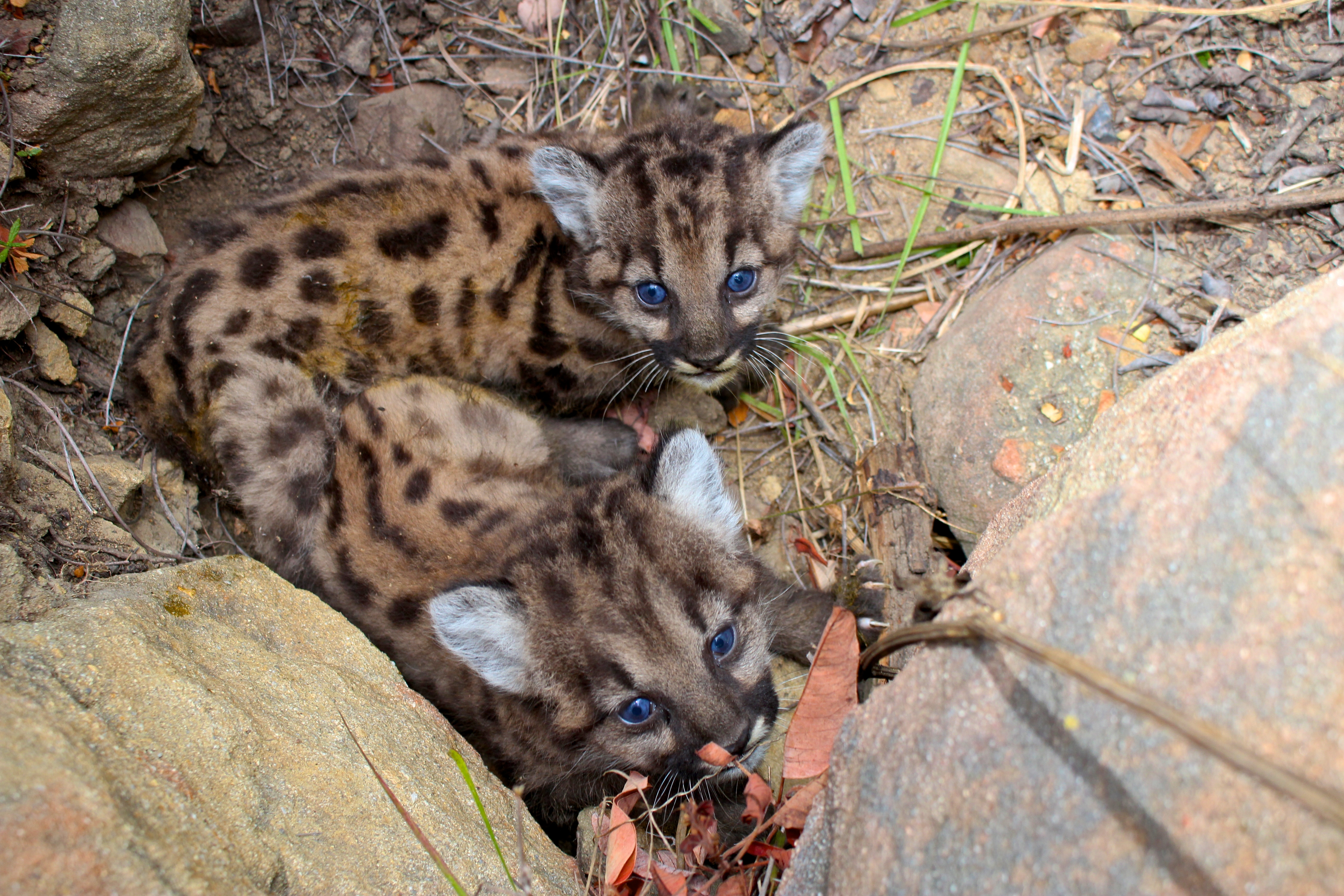
Mláďata pumy americké

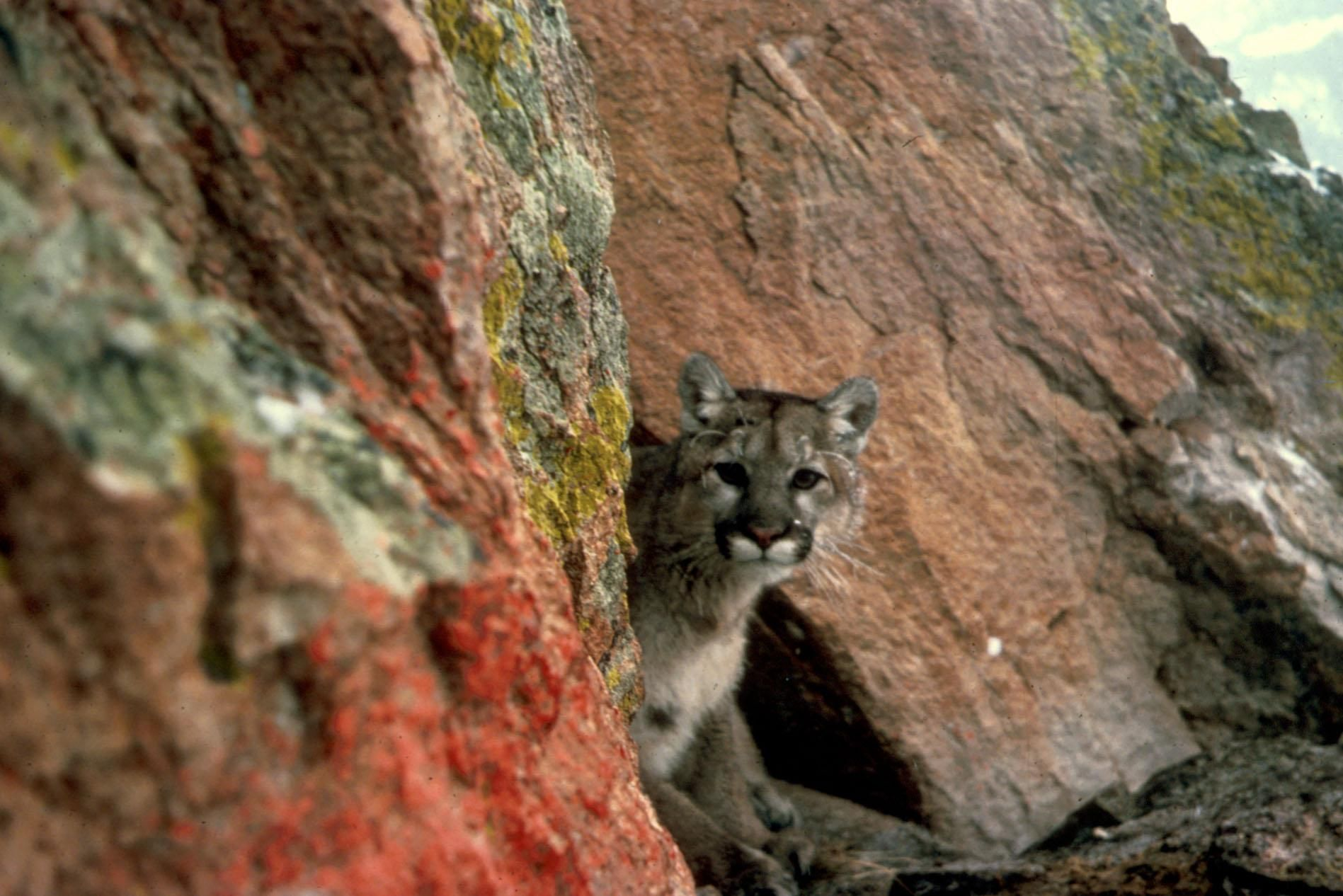
Starší mládě vykukující z úkrytu (tzv. subadultní nebo juvenilní jedinec)

Březost samice trvá 82–96 dní. Koťata přicházejí na svět nejčastěji v létě, kdy je dostatek potravy, v obvykle prostých doupatech jen zřídka vystlaných mechem a listím, to znamená ve skalních štěrbinách, v jeskyních, v houštinách a na podobných místech chráněných před deštěm nebo horkým sluncem, které je udržováno v čistotě (bez výkalů nebo zbytků kořisti). Počet mláďat v jednom vrhu kolísá od jednoho až po šest (průměr 2–4). Mladým matkám se narodí obvykle jediné mládě, díky čemuž získají nejprve potřebné zkušenosti, aniž by docházelo k nějakému masivnímu úhynu koťat. Novorozenci váží 230–450 g, jsou hluší a slepí. Mají skvrnitou srst, která jim poskytuje lepší kamufláž. Tato kresba postupně bledne od tří nebo šesti měsíců, ale úplně zmizí až za 12 měsíců i déle (uvádí se též 18 měsíců, přičemž na některých pumách lze drobné světlé skvrny spatřit až do stáří 2,5 roku, nebo dokonce 3 let). Kolem desátého dne se jim otevírají modře zbarvené oči, uši a také se jim prořezávají první zuby. Od této chvíle aktivita koťat roste a začínají si spolu hrát – zbystřují tak své smysly a trénují koordinaci. Chrup je pro pumu velmi důležitý, vyvíjí se tak velmi rychle. Špičáky se poprvé objevují za 20 až 30 dní od narození, následovány stoličkami za 30 až 50 dní. Trvalý chrup nahradí primární mléčné zuby počínaje asi 5. měsícem života, největší z nich (špičáky) projdou výměnou přibližně v osmi měsících, ale na krátkou dobu mohou být přítomny jak trvalé, tak primární špičáky. Maso mláďata pozřou už v šesti týdnech, ale matka je kojí až tři měsíce. Ve věku okolo šesti až osmi týdnů dostávají také první lekce lovu, matku však jen doprovází a pozorují. Skutečně se zapojí až ve staří asi šesti měsíců, kdy začínají lovit malou kořist. Pokud matka není v dosahu mláďat, komunikuje s nimi, jakož i oni s ní, nenápadným zvukem, který se velmi podobá jednoduchému ptačímu zpěvu (resp. cvrlikání). Díky tomu na sebe koťata nestrhnou pozornost, pokud se poblíž nachází nebezpečný predátor. S matkou zůstávají i po odstavu, až dva roky (v průměru 15 měsíců, tj. 12–18 měsíců). Sourozenci spolu zůstávají ještě déle, i několik měsíců poté, co se osamostatní. Za subadultního či juvenilního lze tedy považovat jedince ve věku od 1,5 do 2,5 let (je nezávislý, ale ještě se nerozmnožuje).
Samci mají tendenci opustit matku dříve a podnikají mnohem rozsáhlejší výpravy při hledání vlastního teritoria (pohybují se daleko od mateřského území), a primárně tak zodpovídají za genový tok. Na druhou stranu jsou vystaveni většímu nebezpečí ze strany konkurence a je známo, že řada mladých samců zahyne právě kvůli konfliktům s jinými pumami (tzv. vnitrodruhová konkurence). První rok přežije 50 %, 70 %, dle jiných zdrojů 74–80 % mláďat, podle toho, v jakých podmínkách žijí. Obecně se odborníci domnívají, že úmrtnost koťat by se mohla rovnat počtu pum zabitých při sportovním lovu, nebo i tento počet překročit. Klíčovým faktorem je dostatek kořisti, kterou může samice poskytnout mladým. Pokud je matka zabita a mláďatům je alespoň šest měsíců, mohou se s trochou štěstí dožít dospělosti. Většinou však přežijí jen v případě, pokud jim je více než devět nebo dokonce dvanáct měsíců, kdy se s větší pravděpodobností dokážou sama živit i účinně bránit.
Pumy se během svého života musí vypořádat s několika hrozbami. Nejvíce jsou ohroženy bezprostředně po narození a v prvních týdnech poté; po odstavení v subadultním věku; a ve stáří. Mláďata jsou nejzranitelnější ve chvíli, kdy matka loví potravu a nechává je bez dozoru. Mladé (subadultní) pumy se zase často pohybují na neznámém nebo cizím území a nemají ani dostatek zkušeností se získáním potravy. Pumy v pokročilém věku trápí extrémně opotřebené zuby (zejména špičáky), což z nich činí méně výkonné lovce s větším rizikem úmrtí hladem.
Ve volné přírodě se dožívají většinou 8–12 let. Jedna puma z Brazílie zahynula ve věku 15 let. Mohou se případně dožít i 18 let, ale podle některých zdrojů zřídkakdy žijí déle než 9 let. Samice se dožívají obvykle vyššího věku (asi 12–14 let), nežli samci (přibližně 8–10 let). Pumy žijící v oblastech, kde jsou loveny, mají mnohem kratší průměrnou délku života. V zajetí mohou žít přes 20 let (například téměř 24 let, nebo dokonce 30 let).
Kromě člověka jsou jejich přirozeným nepřítelem (zejména ve smyslu vzájemné kompetice) medvědi – baribal nebo grizzly, vlk obecný, a zčásti jaguár americký či kojoti, vzácně pak větší plazi jako aligátor severoamerický, krokodýl americký, krokodýl orinocký, kajman černý, kajman yakaré a patrně i invazní krajta tmavá, a také jedinci vlastního druhu.

## Paraziti a nemoci
Pumy trpí relativně málo na vnitřní a vnější parazity. Mezi ty, s nimiž se občas potýkají, patří různé druhy blech, klíšťat, roztočů a tasemnic, ale osamělý životní styl pravděpodobně zabraňuje jakémukoli významnějšímu zamoření. Rozšířená může být kupříkladu parazitická hlístice z rodu Trichinella. Tento endoparazit byl prokázán u více než poloviny (54 %) z 899 testovaných montanských pum a může se přenést i na člověka (viz trichinelóza). Jde o nebezpečné onemocnění charakterizované bolestí hlavy, zimnicí, horečkou a bolestivostí svalů. Nakazit se může člověk při konzumaci infikovaného a tepelně nedostatečně upraveného masa. Není neobvyklé, že někteří lovci konzumují maso těchto šelem. Hlístice se však může přenést i skrze pumí trus (čerstvější výkaly, ve kterých se ještě nachází dospělí svalovci), který může pozřít jiné zvíře, které pak člověk uloví.
Úmrtí způsobená závažnějšími nemocemi se zdají být u pum neobvyklá. Kupříkladu vůči kočičímu moru jsou obecně imunní; zjistilo se, že až 85 % floridských pum mělo přirozené protilátky. Do roku 1992 byly zaznamenány pouze asi dva případy vztekliny (Kalifornie, Florida), jeden další pak v roce 2020 v Coloradu, kde nakažená puma napadla a zranila dvě osoby. K tomuto infekčnímu onemocnění může přijít například při souboji s jinou již nakaženou šelmou (třeba skunkem).
Pro změnu celkem běžný může být u pumy felinní (kočičí) imunodeficientní virus (FIV). U jedné pumy z Kalifornie byla diagnostikována kočičí leukémie (FeLV). Nebezpečným virem se nakazila pravděpodobně při konzumaci infikované kočky domácí.

## Role v ekosystému
Jakožto vrcholový predátor, šelma s rozsáhlým areálem výskytu a značnou adaptabilitou, se puma americká zásadně (místy až nenahraditelně) podílí na formování celého ekosystému. Často se totiž soustředí na slabší nebo nemocné kusy, čímž napomáhá nejen udržovat stavy např. kopytníků na únosné mezi, ale také tím přispívá k ozdravování jejich stád. Pokud z krajiny mizí, přemnoží se velcí býložravci, kteří pak spásají křoviny v takové míře, že se hromadí mrtvá rostlinná hmota, která na konci vegetační sezóny usychá. To jsou příhodné podmínky pro vznik rozsáhlých lesních požárů. Mimo to se vytváří volný prostor pro menší šelmy, jako jsou lišky, skunkové, jezevci či oceloti. Jejich populace rostou, což vede k poklesu stavů drobných savců a ptáků.
Na tuto skutečnost upozornil i ekolog John W. Terborgh po svém výzkumu s využitím odlehlé zalesněné oblasti ve Venezuele. Na těchto místech nežili vůbec žádní predátoři (tj. pumy ani jaguáři), kvůli čemuž se rozrostla populace býložravců natolik, že se vegetace nestihla zregenerovat a došlo k rychlému poklesu biologické rozmanitosti. Následkem toho zmizelo během sedmi let také 75 % dalších druhů obratlovců. Terborgh a jeho kolegové dospěli k závěru, že přítomnost dostatečně velké populace masožravců je zásadní pro zachování biodiverzity.
K podobnému závěru dospěli i John McShea a jeho kolegové během výzkumu na východě Severní Ameriky. Zjistili, že za kolapsem ekosystému a ztrátou biologické rozmanitosti stojí absence typických predátorů, tedy pum a vlků, kvůli které došlo k nekontrolovanému rozmnožení jelenů, kteří zničili původní lesy natolik, že společně s nimi zmizelo i mnoho druhů ptáků.
Přemnožená vysoká zvěř může být nebezpečná též přímo pro člověka. Pokud velcí masožravci mizí, lidé ztrácejí pomyslné spojence, neboť nemá kdo populace jelenovitých kontinuálně redukovat, čímž se zvyšuje i počet kolizí na komunikacích. Modely naznačují, že pokud by došlo k rekolonizaci pum v 19 východních státech USA, během 30 let by tyto velké kočky snížily množství automobilových nehod o 22 % – každý rok by bylo ušetřeno pět lidských životů (celkem cca 155) a dalších asi 700 lidí by neutrpělo zranění (celkem více než 21 000). Jedna puma by během průměrné šestileté životnosti zabila 259 jelenů, což by zabránilo osmi srážkám a ušetřilo by se téměř 40 000 dolarů souvisejících s náklady na opravy.

## Ohrožení

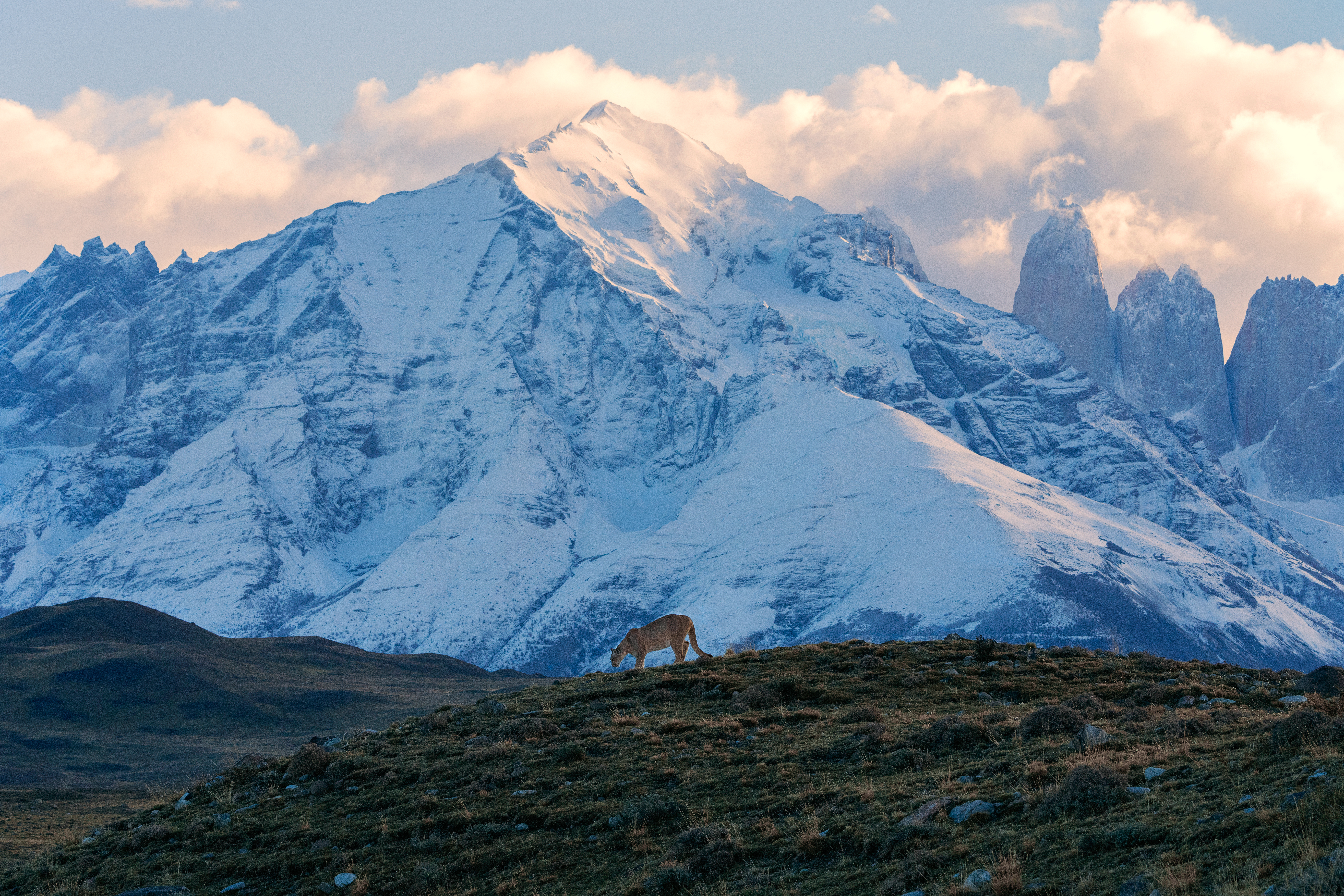
Puma v národním parku Torres del Paine

### Historie
Původně se pumy vyskytovaly v téměř celé Severní a Jižní Americe, do doby, než Ameriku od 16. století kolonizovali Evropané. První osadníci se šelem obávali. Domnívali se, že pumy, stejně jako vlci a medvědi, mají negativní vliv na stavy zvěře a ohrožují dobytek. Za jejich zabíjení byly vypláceny i tučné odměny. Do roku 1900 byli tito predátoři vybiti v ohromném množství, což mělo v některých oblastech katastrofální dopad na životní prostředí. Úbytek predátorů vedl k přemnožení jelenovitých a dalších býložravců, což mělo za následek nadměrné spásání, zvýšenou erozi a dlouhodobý rozvrat celých ekosystémů. Ovšem i po roce 1900, v letech 1907 až 1978, bylo zastřeleno, otráveno, nebo pastmi zmrzačeno více než 65 000 pum ve 12 západních státech USA, v Britské Kolumbii a Albertě. Největším masakrem si prošly v letech 1930 až 1955, tehdy bylo nejvíce pum zabito v Kalifornii, opět v Britské Kolumbii a v Arizoně. Intenzivní lov začal být omezován teprve od roku 1960, odkdy se již uvažovalo o ochraně životního prostředí pum. Ale i v pozdějších letech dokázali lovci během jediné sezóny v Severní Americe zastřelit více než 2 170 jedinců (1989/1990). Co se týče Jižní Ameriky, nejsou k dispozici žádná přesnější data. Situace zde sice není tak vážná jako v případě Severní Ameriky, nicméně odlesňování Amazonie a mnoha dalších částí Latinské Ameriky pravděpodobně způsobí to, co se stalo ve východní a střední části Spojených států amerických po začátku evropského osídlení. Odstrašujícím případem budiž rychlý nárůst lidské populace v Latinské Americe, kde se celkový počet obyvatel mezi lety 1950 a 2000 více než ztrojnásobil, a to z přibližně 167 milionů na 520 milionů lidí. Rýsuje se ale určitá naděje: porodnost lidí začala klesat a kolem roku 2050 by se měl růst lidské populace zastavit.
Navzdory tomu, že se pumám dařilo čelit masivnímu pronásledování lépe než ostatní predátorům, v mnoha původních oblastech se životaschopná populace neudržela a v dalších je silně ohrožená (více viz Rozšíření a početnost).

### Současná situace a stanovisko
Mezinárodním svazem na ochranu přírody (IUCN) je puma považována za málo dotčenou, přestože čelí řadě hrozeb a některé poddruhy či oddělené populace (např. puma floridská) jsou vážně ohroženy. Zapsána je v úmluvě CITES, a to v příloze II. a některé populace/poddruhy (ze střední a východní Severní Ameriky) v příloze I., ale je třeba poznamenat, že uvedené dokumenty představují pouze legální rámec pro ochranu pumy, ochrana v praxi je, zdá se, nedostatečná.
Největším nebezpečím jsou antropogenní zásahy do přírody, z nichž vyplývá/vyplývají:
- Fragmentace stanovišť (odlesňování, těžba, zemědělství, urbanizace): tj. ztráta či přeměna životního prostředí, nebo izolace populací. Městská a zemědělská expanze v kombinaci s rozvojem dálnic a železnic je zodpovědná nejen za snížení dostupné kořisti a větší počet konfliktů s lidmi, ale také je puma připravována o prostředí, nebo jeho kvalitu.
  - Střety s vozidly: konkrétně pro floridské a třeba některé brazilské pumy primárně jedna z nejvýznamnějších hrozeb společně s mizejícím biotopem.[66][68][152]
  - Pytláctví: redukce její běžné kořisti, nebo odvetné zabíjení jí samotné, neboť se živí též dobytkem a občas napadne i člověka, i když pouze zřídka.
  - Nemoci: jak se pumy dostávají do kontaktu s hospodářskými zvířaty, jsou také vystaveni většímu množství patogenů. V kombinaci s dalšími stresory, jako je třeba úbytek životního prostředí, může jakákoli infekce ohrozit pumy na životě (zejména náchylná mláďata).
  - Izolace a inbreeding: ze studie floridských pum, jejichž nízká populace je navíc velmi izolovaná, vyplývá, že dochází též často k páření mezi příbuznými jedinci. Narozená mláďata jsou potom náchylnější k nemocem a genetickým vadám; např. kryptorchismus se vyskytuje u až 56 % samců, nebo až 80 % pum mívá srdeční vadu.[175][285] Se stejným problémem se potýkají některé populace v Kalifornii.[116]

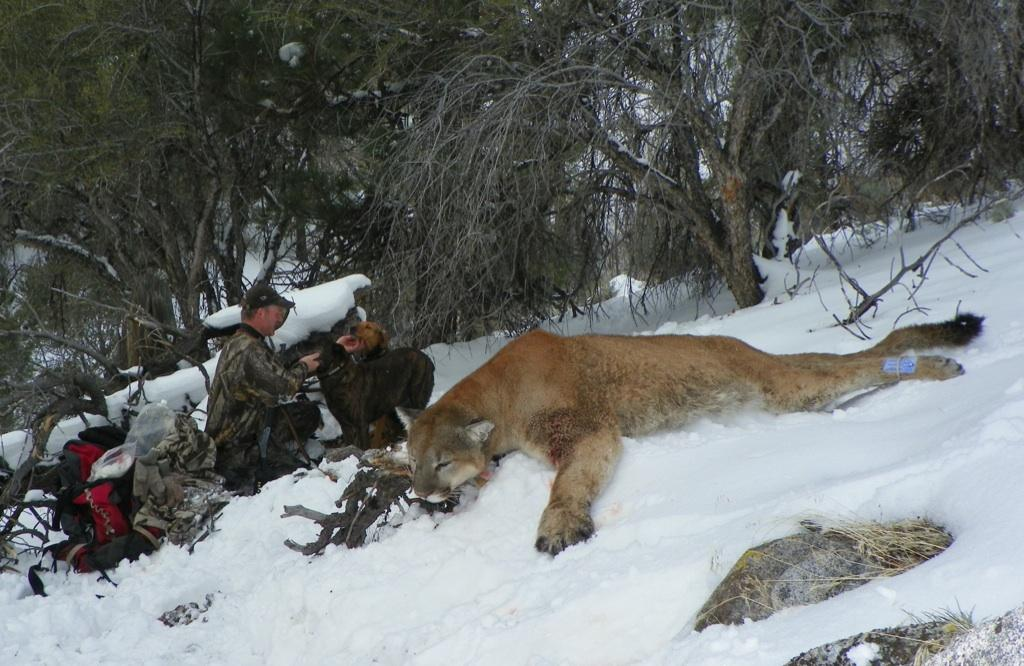
Puma zabita lovci

Přestože byl lov pum v Severní Americe prakticky zakázán, obzvláště na většině území Spojených států amerických je tato šelma stále legálně zabíjena. V Latinské Americe jsou pumy zákonem chráněny v sedmnácti z celkem jednadvaceti zemí. Lov je zcela zakázán v kanadském Yukonu (zde vzácná), v Kalifornii a případně též v Tennessee (zde byla spatřena v letech 2015 až 2016), v horských pásmech na severozápadě Severní Ameriky (viz Skalisté hory), na Floridě (zde téměř vyhubena), v Jižní Dakotě, v Kostarice, Hondurasu, Nikaragui, Guatemale, Panamě, ve Venezuele, v Kolumbii, Francouzské Guyaně, Surinamu, Bolívii, Brazílii, Chile, Paraguayi, Uruguayi a na většině území Argentiny. V těchto státech může být puma zabita jen s povolením nebo za velmi specifických okolností, jako například, když napadá hospodářská či domácí zvířata, nebo představuje-li hrozbu pro veřejnost. Alespoň regulovaný je lov na zbytku míst Spojených států amerických a v Kanadě, s výjimkou Texasu. V Texasu puma nepodléhá žádné ochraně a je zde považována za škůdce ohrožujícího divokou zvěř či dobytek. Zastřelena může být prakticky kdykoli a téměř kýmkoli, bez ohledu na sezónu, počet zabitých, na pohlaví nebo stáří zvířete. Na tuto skutečnost reagovali někteří ochránci přírody, kteří pod záštitou neziskové organizace Balanced Ecology, Inc. (BEI) spustili v roce 2009 projekt zaměřený na ochranu pum v těchto lokalitách. Cílem projektu bylo zvýšit povědomí o stavu a ekologické úloze pumy a lépe pochopit a zmírnit negativní postoj z řad vlastníků hospodářských statků, jejichž dobytek puma příležitostně napadá.

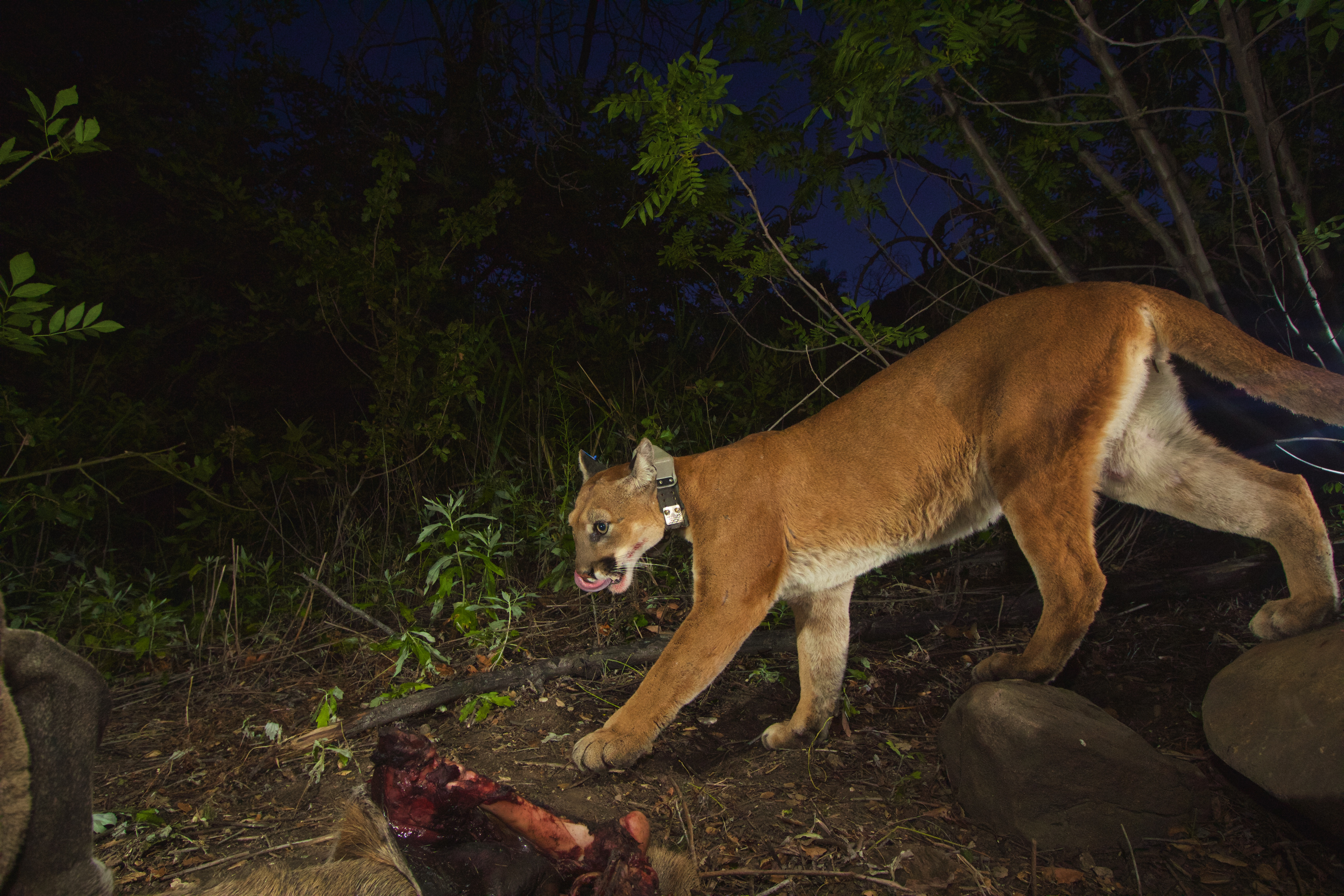
Puma opatřená satelitním obojkem

Výzkumem v jižní Kalifornii publikovaném v roce 2015 bylo zjištěno, že navzdory dosavadní ochraně nepřežije ročně až 44,2 % pum, za jejichž úmrtí může převážně člověk. Nejčastěji umíraly pumy na silnicích při kolizích s vozidly (28 %) nebo kvůli schváleným odvetným likvidacím (17 %). Dále v důsledku ilegálních odstřelů nebo požáru, k němuž také došlo vinou člověka. Tato 13letá studie ukazuje na vysoké riziko mortality spojené s fragmentací, demografickou izolací a urbanizací, načež je tím kriticky ohrožena genetická variabilita i životaschopnost samotných populací pumy.

### Ochrana
O celosvětovou ochranu pum se stará nezisková vzdělávací organizace The Cougar Fund se sídlem v Jacksonu ve státě Wyoming, založená v roce 2001. Ochranou pum se zabývá také nezisková organizace Felidae Conservation Fund, která vznikla v roce 2006. Vzhledem k hrozbě vyhynutí některých populací probíhají různé výzkumné projekty. V Severní Americe je to například Bay Area Cougar Project, který se věnuje studiu a ochraně pum v oblasti jižního Sanfranciského zálivu (San Francisco Bay Area). V Jižní Americe je jedním z nich brazilský Projeto Onça Parda do Triângulo Mineiro, který probíhá mezi obcemi Araguari a Uberlândia a který od roku 2009 shromažďuje informace o ekologii a životaschopném stavu zdejší populace. Dalším příkladem je Projeto Onças-pardas da Região Metropolitana de São Paulo, který byl zahájen v roce 2012 a jehož cílem je studovat pumy v rámci Atlantického lesa a biomu Cerrado.
Klíčovým aspektem, pomocí kterého lze chránit nebo ještě zachránit některé populace pum, je prosazování ochrany jejich stanovišť; tzn. zastavit, omezit či ošetřit nezadržitelný a rychle se šířící postup civilizace a zemědělskou expanzi (kvůli čemuž přichází o prostor k životu – adekvátní stanoviště, nebo dochází k nežádoucímu inbreedingu), zajistit účinnější ochranu dobytka (aby nedocházelo k predaci ze strany pum a k následnému odvetnému zabíjení, nebo k přenosu nebezpečných patogenů) a vést osvětové programy či kampaně zaměřené proti sportovnímu nebo ilegálnímu lovu pum, ale také vysoké zvěře, která slouží šelmě za potravu (aby měla k dispozici dostatek kořisti pro sebe i svá mláďata a omezily se případy vnitrodruhové konkurence, vznikající v důsledku rozpínajících se teritorií jednotlivců).
Výzkumy ukázaly, že nízkému riziku vyhynutí čelí v těch oblastech, které mají rozlohu větší než 2 200 km², neboť tyto populace se jeví jako demograficky stabilní.
Na mnoha místech, kde je stále dostatek prostoru, vyskytuje se přijatelné množství kořisti a docházelo by k minimálnímu kontaktu s lidmi, probíhá snaha o reintrodukci pum, nebo se o ni uvažuje, jako např. v Salvadoru, na Floridě, v Arkansasu, Louisianě, v některých oblastech Texasu nebo New Yorku.
Důležitou iniciativou v oblasti ochrany velmi ohrožených populací pum je zřizování ekologických koridorů a uplatňování konceptu metapopulací, které by mohly napravit důsledky izolace ve vysoce fragmentovaných oblastech. Jde o vytvoření sítě ekologických stezek, kdy se v rámci jedné oblasti spojí zbytky biotopů této kočkovité šelmy, kde bude jen minimálně rušena lidmi a dalšími antropogenními vlivy. Toto opatření napomáhá kupříkladu velmi ohroženým pumám na Floridě (viz Florida Ecological Greenways Network). Další tzv. mezoamerický ekologický koridor známý jako Paseo Pantera byl navržen k propojení lesních fragmentů od jižního Mexika po Panamu.

## Chov v zajetí

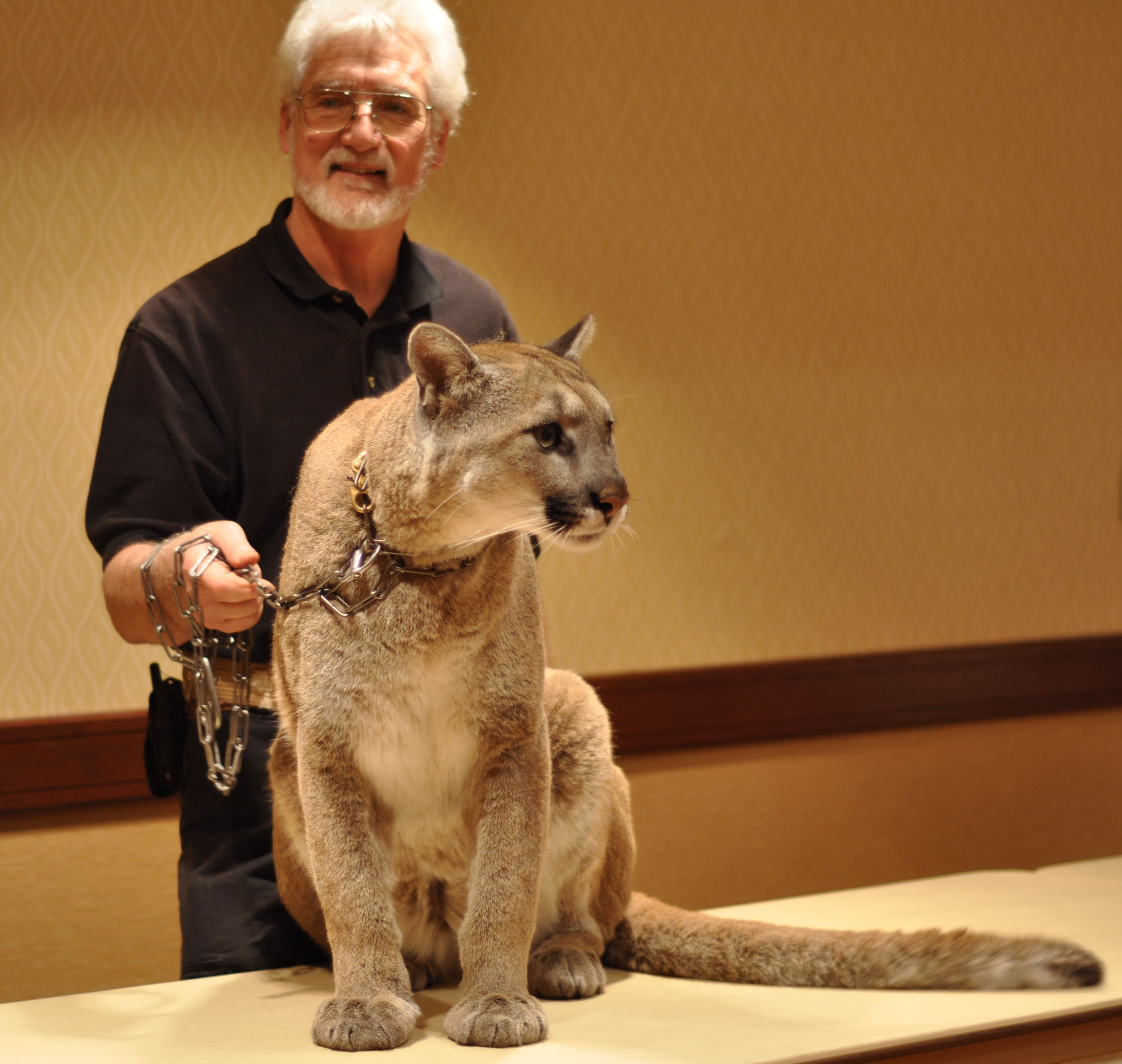
Ochočená puma v zajetí

Od mládí chované pumy se dají do určité míry ochočit, nebo spíše jen zkrotit. Tak, aby měly klidnou povahu a navykly si na pohyb v blízkosti člověka. Pumu nemůže chovat úplně každý (obecně privátní chov velkých šelem odborníci nedoporučují), a proto je ve většině případů vyžadováno povolení od státu, státní veterinární správy, jakož i kolaudační souhlas nebo kolaudační rozhodnutí o vhodné ubikaci. Ovšem v některých státech (např. v Jižní Karolíně, Nevadě, některých regionech Severní Karolíny) nejsou povolení nebo licence nutné. V dalších zemích, jako např. v Argentině, chov pum naopak zcela zakazují. Některé ohrožené populace/poddruhy pum mohou být zapsány v úmluvě CITES v příloze I., s nimiž je pak jakýkoliv mezinárodní obchod protizákonný.
Důležitá je mj. pečlivá, trpělivá a rázná výchova, nejlépe již se zkušenostmi s většími kočkami. Podobně jako v případě jiných šelem potřebují prostorný výběh a aktivitu rozvíjející fyzické a duševní zdraví. Po vzoru z přírody je jim i v zajetí ke krmení podáváno syrové maso; například hovězí, koňské, klokaní, králičí, jelení či kuřecí, podle potřeby doplněné vitaminy. Za měsíc může jedinec zkonzumovat až 60 kg masa. Je velmi důležité, aby maso bylo čerstvé a pocházelo od zdravých zvířat. Pumy jsou citlivé na anthrax a pozřou-li infikovanou potravu, mohou se smrtelně otrávit.
K listopadu 2021 byla v rámci Evropské asociace zoologických zahrad a akvárií puma americká chována v přibližně 110 institucích v Evropě, v Rusku a na Tchaj-wanu. Největší zastoupení měla v Rusku (celkem asi 20 zoo) a v Česku (aktuálně asi 9 zoo, viz níže).

### V chovech v Česku
V různých institucích se v Česku v roce 2011 nacházelo oficiálně okolo 50 pum. Tuto šelmu lze nalézt v těchto zoo či parcích (stav k červnu 2022):
- Zoo Tábor (Tábor)[308]
- Zoo Stěžery (Stěžery)[309]
- Zoo na Hrádečku (Horní Pěna)[310]
- Exotika na ranči Bítovany (Bítovany)[311]
- Statek u Merlina (Chyňava)[312]
- Tropic Hukvaldy (Hukvaldy)[313]
- Faunapark (Lipová-lázně)[314]
- Biopark Štít (Klamoš)[315]
- Kontaktní Zoopark ve Zvoli (Zvole)[316]

### V chovech na Slovensku
Pumu americkou lze nalézt v těchto zoo či parcích (stav k červnu 2022):
- ZOO Spišská Nová Ves (Spišská Nová Ves)[317]
- Malkia park: Big Cat Rescue (Orechová Potôň)[318]

## V mytologii a kultuře

### Mytologie
Tato silná šelma byla uctívána jako posvátné zvíře obzvláště civilizacemi Střední a Jižní Ameriky v předkolumbovském období. Incké město Cuzco ležící v Peru bylo postaveno údajně záměrně tak, aby odpovídalo jejímu tvaru těla. Samotnou hlavu pumy prý znázorňuje pevnost Sacsayhuamán. Jezero Titicaca (v překladu „skály pum“) nacházející se v Centrálních Andách podle místní komunity svým tvarem vyobrazuje pumu lovící králíka. Nejdůležitější incký bůh nebe, slunce a vesmíru, Virakoča – stvořitel všeho, byl také spojován s pumou. Jihoameričtí Kečuové věří, že když zahlédnou pumu, přinese jim to štěstí.
Na severoamerickém kontinentu je puma známá z příběhů domorodých Američanů. Pro některá etnika byla posvátná, u jiných kmenů tomu bylo naopak. Například Miwokiové původem z Kalifornie považovali pumu za dokonalého, silného a statečného lovce, vůdce zvířat. V jedné z legend Navahů zachránila puma smrtelně zraněného hrdinu. Věřili také, že když po sobě zanechala úlovek, byl to ve skutečnosti soucitný dar, aby se lidé mohli nasytit. Aztékové měli za to, že má tato šelma magickou a léčivou moc. Těžce nemocným lidem vpichovali do kůže její kosti, aby tak přelstili smrt. Jiným zase pokládali na hlavu šelmí tlapy. Naopak Apačové nebo Hualapaiové z ní měli strach a věřili, že kvílení pumy je předzvěstí smrti. Podobně na pumu nahlíželi Papagové, kteří ji považovali doslova za masožravé monstrum.
Dopad domorodých kultur na populaci pum byl pravděpodobně malý. Důvodů bylo několik. I když některé kmeny tuto šelmu zabíjely (většinou z rituálních důvodů a pro výrobu magických artefaktů), s jejich zbraněmi bylo obtížné pumu ulovit. Jelikož požívala úcty nemohla byt zabíjena neomezeně, a nakonec hustota lidské populace byla natolik nízká, že i intenzivnější lov nemohl početnost pum významně ohrozit. Diametrálně odlišná začala být situace až s příchodem prvních Evropanů v 16. století.

### Moderní kultura

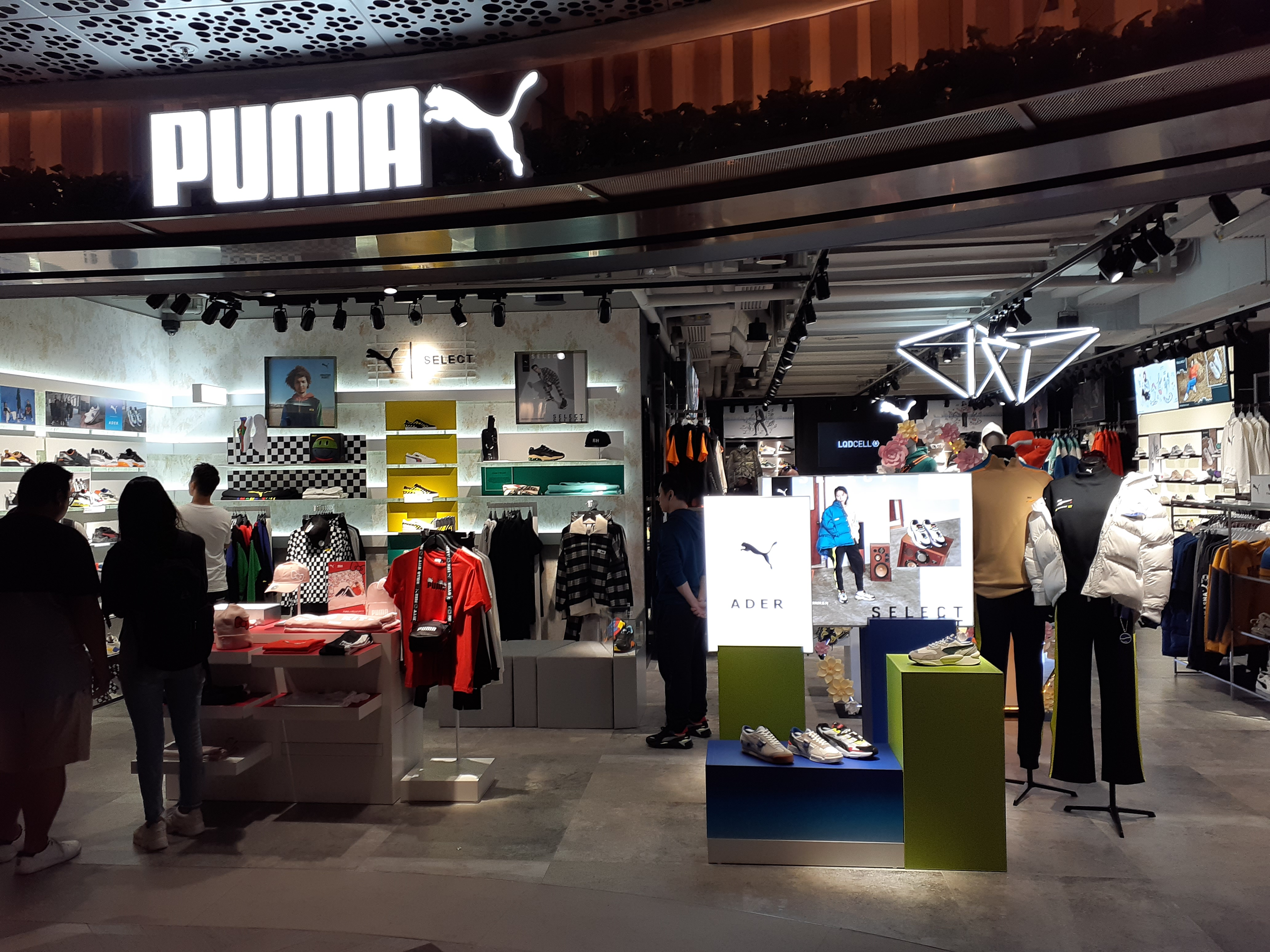
Obchodní značka Puma se siluetou americké šelmy – pumy

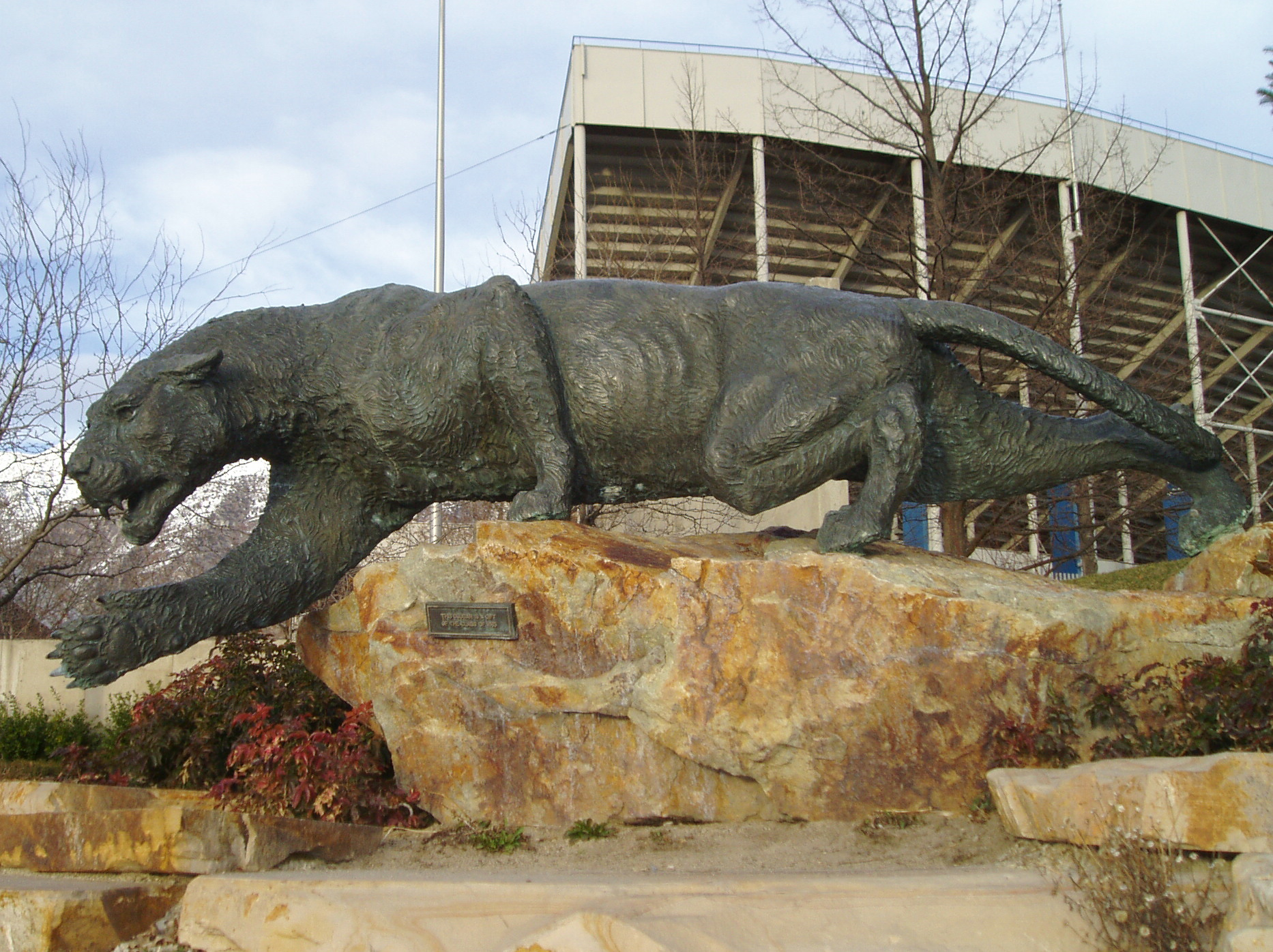
Bronzová socha pumy stojící před LaVell Edwards Stadium (dříve Cougar Stadium) univerzitního týmu BYU

#### Oděvní průmysl
Už více než 50 let (od roku 1968) je silueta pumy ozdobou loga světoznámé německé značky Puma, společnosti specializující se na výrobu sportovního oblečení, vybavení a obuvi. Autorem návrhu pumy vyobrazené při výskoku je německý karikaturista Lutz Backes.

#### Sport
Puma se stala hlavní tváří hokejového týmu Florida Panthers působícího v NHL. Od roku 2016 zdobí logo i dres týmu věrná kopie její hlavy, která má ještě více připomínat, že na Floridě je puma kriticky ohrožená. Kvůli neznalosti místních novinářů během jihoafrického turné v roce 1965 se argentinské ragbyové reprezentaci přezdívá Los pumas (česky Pumy), nicméně grafickým symbolem národního týmu je jaguár. S pumou na prsou hraje i chilský fotbalový klub Deportes Antofagasta, taktéž nesoucí přezdívku Los pumas. Pod alternativním názvem Pumas vystupuje mexický fotbalový klub Club Universidad Nacional (Pumas UNAM) reprezentující Mexickou národní autonomní univerzitu (největší vysokou školu v zemi). V názvu nebo logu figuruje puma také ve francouzském basketbalovém týmu SLUC Nancy Basket nebo dalším francouzském klubu Les Cougars de Saint-Ouen-l'Aumône hrajícím americký fotbal. Po pumě byla pojmenována i řada stadionů, např. v Provo v Utahu Cougar Stadium (dnes již LaVell Edwards Stadium) patřící fotbalovému univerzitnímu týmu Brighama Younga (BYU), nebo v Chicagu v Illinois Cougar Stadium patřící chicagské státní univerzitě (Chicago State University – CSU).

#### Ve filmu
O pumách byla natočena řada dokumentárních snímků i fikcí. Z dokumentů mj. např. Predátoři z blízka, 21. Pumy - Nesmiřitelní samotáři (2005), Americká puma (2011), Puma! (2012), Puma a já (2017), Člověk versus puma (2018), Puma: Honba za přízrakem (2019) či S rodinou pumy (2020). Z fikce kupříkladu americký rodinný film z roku 1967 Lassie a puma na útěku, režiséra Williama Beaudinea. Příběh spočívá v tom, že se několik zvířat stane obětí divokého psa, ale místní podezírají pumu a její mláďata. Za zmínku stojí i americký dramatický snímek z roku 1972 Run, Cougar, Run, (lze volně přeložit jako Běž, pumo, běž), který režíroval Jerome Courtland. Děj se odehrává v Utahu a vypráví příběh samce, jehož družka byla zabita lovci. Ten se tak musí postarat o svá tři mláďata, čelit drsné divočině a navíc se ještě vypořádat s lovci, kteří jsou mu neustále v patách.

#### Významné dny
Na 20. března připadá Den záchrany floridské pumy (angl. Save the Florida Panther Day).

#### Numizmatika a filatelie
Puma je vyobrazena na rubu uruguayské stříbrné mince o nominální hodnotě 1 peso vyražené ve 40. letech 20. století. Tento motiv byl znovu použit na minci o nominální hodnotě 10 peso vydané v roce 2011.

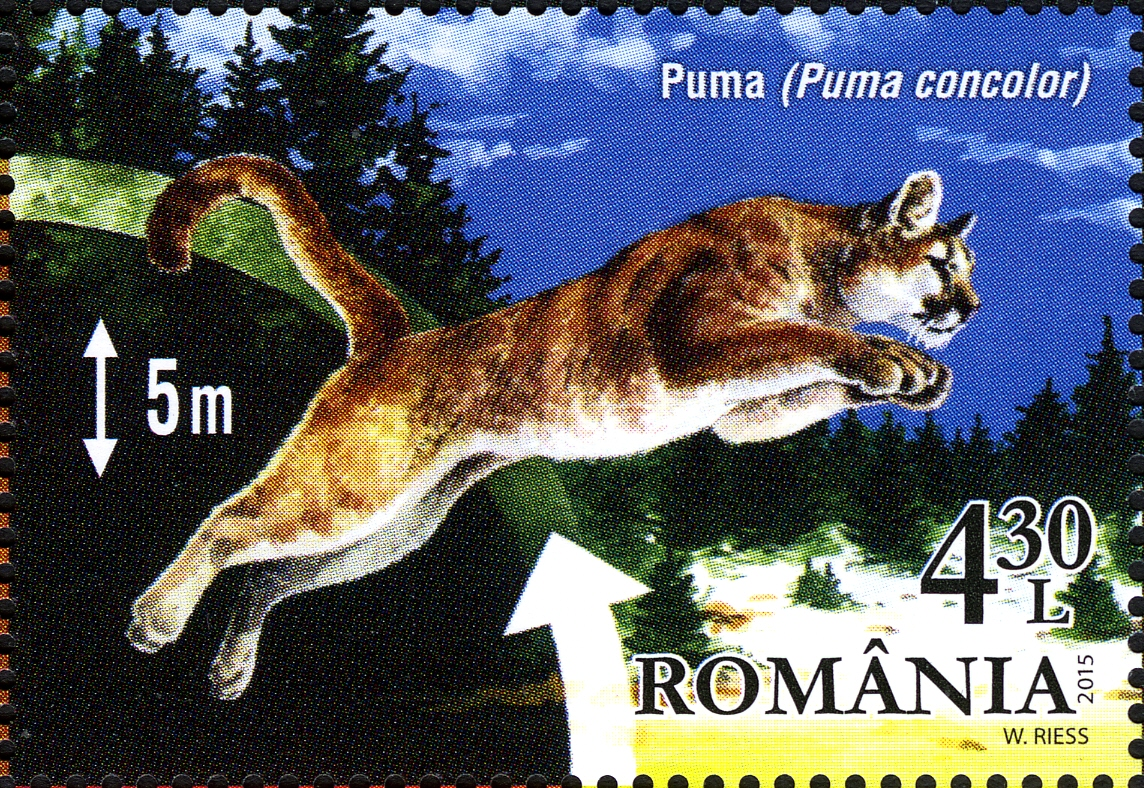
Puma vyobrazená na rumunské poštovní známce z roku 2015

#### V heraldice
Puma zdobí několik městských znaků, například brazilského města Bauru v São Paulu, města Samaniego nacházejícím se v Kolumbii, a také ji lze spatřit na znaku města Victoria ležícího v Chile. Vyobrazené zvíře se ale často podobá jaguárovi, případně se dokonce jedná o jaguára, který však symbolizuje pumu.

Znak města Bauru
Znak města Samaniego
Znak města Victoria